# الكعبة
الكعبة المشرفة هي قبلة المسلمين في صلواتهم، وحولها يطوفون أثناء أداء فريضة الحج، كما أنها أول بيت يوضع في الأرض وفق المعتقد الإسلامي، ولا يمكن ذكر المسجد الحرام دون ذكر الكعبة، إذ يبدأ تاريخ المسجد بتاريخ بناء الكعبة المشرفة. يؤمن المسلمون أن من بنى الكعبة أول مرة هم الملائكة قبل آدم، ومن مسمياتها أيضاً البيت الحرام، وسميت بذلك لأن الله حرم القتال فيها، ويعتبرها المسلمون أقدس مكان على وجه الأرض، فقد جاء في القرآن الكريم: ﴿إِنَّ أَوَّلَ بَيْتٍ وُضِعَ لِلنَّاسِ لَلَّذِي بِبَكَّةَ مُبَارَكًا وَهُدًى لِلْعَالَمِينَ ۝٩٦﴾1(سورة آل عمران، الآية 96).
يؤمن المسلمون أيضاً أن الله تعالى أمر النبي إبراهيم برفع قواعد الكعبة، وساعده ابنه إسماعيل في بنائها، ولما اكتمل بناؤهما أمر الله إبراهيم أن يؤذّن في الناس بأن يزوروها ويحجوا إليها، فقد ورد في القرآن الكريم: ﴿وَإِذْ يَرْفَعُ إِبْرَاهِيمُ الْقَوَاعِدَ مِنَ الْبَيْتِ وَإِسْمَاعِيلُ رَبَّنَا تَقَبَّلْ مِنَّا إِنَّكَ أَنْتَ السَّمِيعُ الْعَلِيمُ ۝١٢٧﴾2(سورة البقرة، الآية 127). أُعيد ترميم وبناء الكعبة بضعة مرات عبر التاريخ المُدون، فقد رممتها قريش في الجاهلية، ثُم رممها عبد الله بن الزُبير، وكذلك الحجاج بن يوسف في العصر الأموي، أما آخر ترميم شامل فكان خلال العصر العثماني، وقد أمر به السُلطان مراد الرابع.
تقع الكعبة وسط المسجد الحرام تقريباً على شكل حجرة كبيرة مرتفعة البناء مربعة الشكل، ويبلغ ارتفاعها خمسة عشر متراً، ويبلغ طول ضلعها الذي به بابها اثنا عشر متراً، وكذلك يكون الذي يقابله، وأما الضلع الذي به الميزاب والذي يقابله، فطولهما عشرة أمتار، ولم تكن كذلك في عهد إسماعيل بل كان ارتفاعها تسعة أذرع، وكانت من غير سقف، ولها باب ملتصق بالأرض، حتى جاء تبع فصنع لها سقفاً، ثم جاء من بعده عبد المطلب بن هاشم وصنع لها باباً من حديد وحلاّه بالذهب، وقد كان بذلك أول من حلىّ الكعبة بالذهب.

## التسمية

### الكعبة في اللغة العربية
الكعبة من الشيء المكعّب، وتسمى الكعبة بهذا الاسم لتكعيبها وهو تربيعها وقيل لعلوها ونتوئها، وتسمى البيت العتيق، والبيت الحرام. سُمِّيت الكعبة كعبةً لكونها بناءً مُربَّعاً ومكعباً تقريباً.
وقد ذُكِرَت لفظة «الكعبة» في القرآن في موضعين:
- ﴿يَا أَيُّهَا الَّذِينَ آمَنُوا لَا تَقْتُلُوا الصَّيْدَ وَأَنْتُمْ حُرُمٌ وَمَنْ قَتَلَهُ مِنْكُمْ مُتَعَمِّدًا فَجَزَاءٌ مِثْلُ مَا قَتَلَ مِنَ النَّعَمِ يَحْكُمُ بِهِ ذَوَا عَدْلٍ مِنْكُمْ هَدْيًا بَالِغَ الْكَعْبَةِ أَوْ كَفَّارَةٌ طَعَامُ مَسَاكِينَ أَوْ عَدْلُ ذَلِكَ صِيَامًا لِيَذُوقَ وَبَالَ أَمْرِهِ عَفَا اللَّهُ عَمَّا سَلَفَ وَمَنْ عَادَ فَيَنْتَقِمُ اللَّهُ مِنْهُ وَاللَّهُ عَزِيزٌ ذُو انْتِقَامٍ ۝٩٥﴾3 (سورة المائدة، الآية 95).
- ﴿جَعَلَ اللَّهُ الْكَعْبَةَ الْبَيْتَ الْحَرَامَ قِيَامًا لِلنَّاسِ وَالشَّهْرَ الْحَرَامَ وَالْهَدْيَ وَالْقَلَائِدَ ذَلِكَ لِتَعْلَمُوا أَنَّ اللَّهَ يَعْلَمُ مَا فِي السَّمَاوَاتِ وَمَا فِي الْأَرْضِ وَأَنَّ اللَّهَ بِكُلِّ شَيْءٍ عَلِيمٌ ۝٩٧﴾4 (سورة المائدة، الآية 97).

### أسماء الكعبة في القرآن
للكعبة عدة أسماء تُعرَفُ بها، وهذه الأسماء وردت في القرآن، وهي:
- الكعبة: ﴿يَا أَيُّهَا الَّذِينَ آمَنُوا لَا تَقْتُلُوا الصَّيْدَ وَأَنْتُمْ حُرُمٌ وَمَنْ قَتَلَهُ مِنْكُمْ مُتَعَمِّدًا فَجَزَاءٌ مِثْلُ مَا قَتَلَ مِنَ النَّعَمِ يَحْكُمُ بِهِ ذَوَا عَدْلٍ مِنْكُمْ هَدْيًا بَالِغَ الْكَعْبَةِ أَوْ كَفَّارَةٌ طَعَامُ مَسَاكِينَ أَوْ عَدْلُ ذَلِكَ صِيَامًا لِيَذُوقَ وَبَالَ أَمْرِهِ عَفَا اللَّهُ عَمَّا سَلَفَ وَمَنْ عَادَ فَيَنْتَقِمُ اللَّهُ مِنْهُ وَاللَّهُ عَزِيزٌ ذُو انْتِقَامٍ ۝٩٥﴾5 (سورة المائدة، الآية 95).
- البيت: ﴿وَإِذْ جَعَلْنَا الْبَيْتَ مَثَابَةً لِلنَّاسِ وَأَمْنًا وَاتَّخِذُوا مِنْ مَقَامِ إِبْرَاهِيمَ مُصَلًّى وَعَهِدْنَا إِلَى إِبْرَاهِيمَ وَإِسْمَاعِيلَ أَنْ طَهِّرَا بَيْتِيَ لِلطَّائِفِينَ وَالْعَاكِفِينَ وَالرُّكَّعِ السُّجُودِ ۝١٢٥﴾6(سورة البقرة، الآية 125).
- البيت العتيق: ﴿ثُمَّ لْيَقْضُوا تَفَثَهُمْ وَلْيُوفُوا نُذُورَهُمْ وَلْيَطَّوَّفُوا بِالْبَيْتِ الْعَتِيقِ ۝٢٩﴾7(سورة الحج، الآية 29).
- المسجد الحرام: ﴿يَا أَيُّهَا الَّذِينَ آمَنُوا لَا تُحِلُّوا شَعَائِرَ اللَّهِ وَلَا الشَّهْرَ الْحَرَامَ وَلَا الْهَدْيَ وَلَا الْقَلَائِدَ وَلَا آمِّينَ الْبَيْتَ الْحَرَامَ يَبْتَغُونَ فَضْلًا مِنْ رَبِّهِمْ وَرِضْوَانًا وَإِذَا حَلَلْتُمْ فَاصْطَادُوا وَلَا يَجْرِمَنَّكُمْ شَنَآنُ قَوْمٍ أَنْ صَدُّوكُمْ عَنِ الْمَسْجِدِ الْحَرَامِ أَنْ تَعْتَدُوا وَتَعَاوَنُوا عَلَى الْبِرِّ وَالتَّقْوَى وَلَا تَعَاوَنُوا عَلَى الْإِثْمِ وَالْعُدْوَانِ وَاتَّقُوا اللَّهَ إِنَّ اللَّهَ شَدِيدُ الْعِقَابِ ۝٢﴾8(سورة المائدة، الآية 2).
- البيت المحرم: ﴿رَبَّنَا إِنِّي أَسْكَنْتُ مِنْ ذُرِّيَّتِي بِوَادٍ غَيْرِ ذِي زَرْعٍ عِنْدَ بَيْتِكَ الْمُحَرَّمِ رَبَّنَا لِيُقِيمُوا الصَّلَاةَ فَاجْعَلْ أَفْئِدَةً مِنَ النَّاسِ تَهْوِي إِلَيْهِمْ وَارْزُقْهُمْ مِنَ الثَّمَرَاتِ لَعَلَّهُمْ يَشْكُرُونَ ۝٣٧﴾9(سورة إبراهيم، الآية 37).
- أول بيت: ﴿إِنَّ أَوَّلَ بَيْتٍ وُضِعَ لِلنَّاسِ لَلَّذِي بِبَكَّةَ مُبَارَكًا وَهُدًى لِلْعَالَمِينَ ۝٩٦﴾10(سورة آل عمران، الآية 96).

### أسماء أخرى
للكعبة عدة أسماء اختلف عليها، وهي:
- بكة: ورد عن إبراهيم أن بكة موضع البيت (أي الأرض التي بنيت عليها الكعبة)، وما حول البيت مكة.[11][12][13]
- البنية: بباء موحدة ونون وياء مثناة من تحت مشددة، ذكر هذا الاسم القاضي عياض في المشارق. وذكر ابن الأثير، حيث قال: وكانت تدعى بنية إبراهيم؛ لأنه بناها.[14]
- قادس و نادر، القرية القديمة وهي أسماء مذكورة في تاريخ الأزرقي.
- الدُّوَّار، بضم الدال المهملة وفتحها وتشديد الواو، وبعدها ألف وراء مهملة، ذكر ذلك ياقوت الحموي في مختصره لمعجم البلدان.

## موقع الكعبة
تقع مكة المكرمة في الجهة الغربية من جزيرة العرب، في واد من أودية تخوم جبال السراة، تحفه الجبال من كل جانب. عند تقاطع خط العرض 21 درجة و25 دقيقة شمالاً، وخط الطول 39 درجة و49 دقيقة شرقاً. ويصل ارتفاعها عن سطح البحر إلى أكثر من ثلاث مئة متر. القرآن الكريم لا يتضمن نصًا ولا دلالةً أو إشارةً ظاهرة بأن مكة المكرمة أو الكعبة المشرفة تقع في مركز الأرض ووسطها، لكن بعضاً من المفسرين يعتقد أن في القرآن الكريم إشارات تدل على وقوع الكعبة في منتصف العالم، وفي السنة النبوية تصريح بهذا.
فقال الراغب الأصفهاني في المفردات في غريب القرآن عن مكة: «سميت بذلك لأنها وسط الأرض، كالمخ الذي هو أصل ما في العظم». ويقول القرطبي في كتابه الجامع لأحكام القرآن: «وكما أن الكعبة وسط الأرض، كذلك جعلناكم أمة وسطا». وقال البغوي في تفسيره لآية 92 من سورة الأنعام ﴿ وَهَـَذَا كِتَابٌ أَنزَلْنَاهُ مُبَارَكٌ مّصَدّقُ الّذِي بَيْنَ يَدَيْهِ وَلِتُنذِرَ أُمّ الْقُرَىَ وَمَنْ حَوْلَهَا﴾} 11 قائلاً: «إنما سميت مكة «أم القرى» لأنها أصل قرى الأرض كلها، ومنها دحيت الأرض، فهي لذلك وسط الأرض».

## بناء الكعبة
يعتقد المسلمون أن أول من بنى الكعبة هم الملائكة، وتفيد الروايات التاريخية أن الكعبة بنيت 12 مرة عبر التاريخ؛ وفيما يلي أسماء البناة: الملائكة وآدم وشيث بن آدم وإبراهيم وإسماعيل والعمالقة وجرهم وقصي بن كلاب وقريش وعبد الله بن الزبير عام 65 هـ، والحجاج بن يوسف عام 74 هـ، والسلطان مراد الرابع عام 1040 هـ.
ويبدأ تاريخ المسجد الحرام بتاريخ بناء الكعبة المشرفة، وقد بناها -كما تقدم- أول مرة الملائكة قبل آدم،، لكنها هدمت بفعل طوفان نبي الله نوح. بعد الطوفان قام النبي إبراهيم مع ابنه إسماعيل بإعادة بناء الكعبة، بعد أن أوحى الله إلى إبراهيم بمكان البيت، قال تعالى: ﴿وَإِذْ بَوَّأْنَا لِإِبْرَاهِيمَ مَكَانَ الْبَيْتِ أَنْ لَا تُشْرِكْ بِي شَيْئًا وَطَهِّرْ بَيْتِيَ لِلطَّائِفِينَ وَالْقَائِمِينَ وَالرُّكَّعِ السُّجُودِ ۝٢٦﴾ [الحج:26].12
وهـكذا أمر الله سبحانه وتعالى إبراهيم ببناء البيت الحرام وذكر القرآن الكريم بناء إبراهيم وابنه إسماعيل للكعبة وتطهير المساحة المحيطة به، ولقد جاءه (أي إبراهيم) جبريل بالحجر الأسود، ولم يكن في بادئ الأمر أسود بل كان أبيضاً يتلألأ من شدة البياض، وذلك لقول الرسول ﷺ «الحجر الأسود من الجنة وكان أشد بياضاً من الثلج حتى سودته خطايا أهل الشرك».

### بناء قريش للكعبة قبيل الإسلام
بقيت الكعبة على حالها إلى أن أعيد بناؤها على يد قريش في الجاهلية، وذلك بعد عام الفيل بحوالي ثلاثين عاماً، إذ حدث حريق كبير بالكعبة، نتج عن محاولة امرأة من قريش تبخير الكعبة فاشتعلت النار وضعف البناء، ثم جاء سيل حطم أجزاء الكعبة، فأعادت قريش بناءها، واتفقوا أن لا يُدخلوا في بنائها إلا مالاً طيباً فقصرت بهم النفقة فأخرجوا من جهة الحجر ثلاثة أمتار؛ ومن مميزات بنائهم أنهم رفعوا الباب من مستوى المطاف ليدخل الكعبة من أرادوه وسدوا الباب الخلفي المقابل لهذا الباب وسقفوا الكعبة وجعلوا لها ميزاباً يسكب مياه الأمطار في الحطيم، ورفعوا بناء الكعبة 8.64 متر بعد أن كان 4.32 متر، وقد حضره النبي محمد، وكان يبلغ من العمر حينها 35 سنة وشارك بنفسه الشريفة أعمامه في العمل، ولما أرادت قريش في هذا البناء أن ترفع الحجر الأسود لتضعه في مكانه اختصمت بطون قريش فيما بينها، حتى كادت تقع بينهم الحرب، ثم اصطلحوا على أن يحكم بينهم أول رجل يخرج عليهم من هذه السكة، فكان رسول الله أول من خرج فقضى بينهم أن يجعلوا الحجر الأسود في مرط (أي كساء) ثم يرفعه زعماء القبائل فرفعوه ثم ارتقى محمد فوضعه بيده الشريفة مكانه، فحل بذلك المشكلة التي كادت تسبب حروباً بين قبائل قريش. ويجب أن نشير أيضا أن قصي بن كلاب وهو أحد أجداد الرسول محمد أول من سقف الكعبة، حيث قام بسقفها بخشب الدوم وجريد النخيل، وذلك قبل بناء قريش للكعبة بزمن طويل.

### بناء عبد الله بن الزبير
وفي عهد عبد الله بن الزبير أعيد بناء الكعبة بعدما أصابها من الحريق الذي شب في الكعبة بعدما رميت بالمنجنيق، أثناء حصار يزيد بن معاوية لمكة في نزاعه مع عبد الله بن الزبير، وسبب الحصار هو أن عبد الله بن الزبير رفض مبايعة يزيد بن معاوية وثار الزبيريون معه في المدينة فأرسل يزيد جيشاً إلى المدينة بقيادة مسلم بن عقبة، ودخلها ثم اتجه إلى مكة ولكنه توفي قبل أن يصل إليها، فخلفه في قيادة الجيش الحصين بن النمير الذي حاصر مكة لفترة، وبالفعل استطاع الحصين أن يسيطر على جبل أبي قبيس وجبل قعيقعان، ثم أخذ يرمي الزبير وأتباعه الذين كانوا متحصنين داخل المسجد بالمنجنيق فأصيب المسجد، ولم يكتف الحصين بذلك بل رمى المسجد بالنار فاحترقت الكعبة، وضعف بنائها، ولكن الحصين عاد إلى الشام بعد أن توفي يزيد.
بعد مبايعة عبد الله بن الزبير خليفة على المسلمين سنة 64 هـ كان أمامه أمران: إما أن يرمم الكعبة أو أن يهدمها ثم يعيد بنائها، فقرر هدم الكعبة وإعادة بنائها على قواعد النبي إبراهيم،، لما كان قد سمع من خالته عائشة أم المؤمنين حديثاً يقول فيه النبي محمد أن قريش نقصوا من بناء الكعبة لأن أموالهم قصرت بهم وأنه لولا حداثة قريش بالإسلام لأعاد بنائها وجعل لها بابين ليدخل الناس من أحدهما ويخرجوا من الآخر. فأعاد عبد الله بناء الكعبة على هذا النحو وزاد في بنائها لتكون على قواعد البناء القديم في عهد إبراهيم وجعل لها بابين على مستوى الأرض. وكان ارتفاعها سبعة وعشرون ذراعاً وعرض جدرانها ذراعين كما جعل لها بابين (شرقي للدخول وغربي للخروج)، كما قام ابن الزبير بتوسعة المسجد الحرام، وقد تمت هذه التوسعة في السنة الخامسة والستين هجرية، وضاعفت من مساحة المسجد وبلغت مساحته عشرة آلاف متر مربع

### بناء الحجاج بن يوسف في العهد الأموي

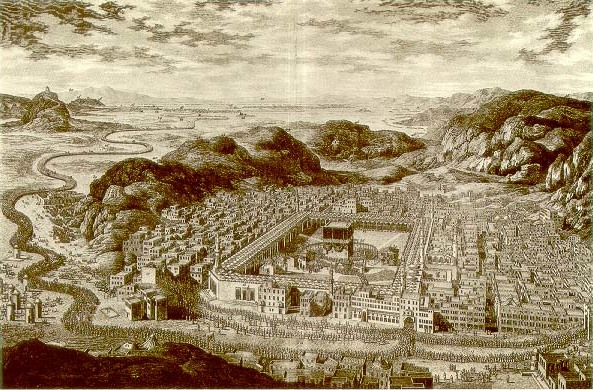
رسم يوضح حال المسجد الحرام في 1850م (1266هـ).

قرر عبد الملك بن مروان التخلص من عدوه ومنافسه عبد الله بن الزبير إلى الأبد، فجهز جيشاً ضخماً لمنازلة ابن الزبير في مكة، وأمر عليه الحجاج بن يوسف وأمره بالسير إلى مكة للقضاء على ابن الزبير. فخرج بجيشه إلى الطائف، وانتظر الخليفة ليزوده بمزيد من الجيوش، فتوالت الجيوش إليه حتى تقوى تماماً، ثم زحف (أي الحجاج) إلى مكة في موسم الحج ونصب المـجانيق على جبل أبي قبيس وعلى جبل قعيقعان ونواحي مكة كلها، فتحصن ابن الزبير في المسجد وأخذت أحجار المنجنيق تتساقط على المسجد، وبسبب هذا القصف احترقت الكعبة، فأضطر ابن الزبير إلى الخروج للقتال مع جماعة من أتباعه حتى قتل جميع أتباعه وانتهى الأمر بقتل ابن الزبير، وبعد أن سيطر الحجاج على مكة كتب إلى الخليفة عبد الملك بن مروان أن ابن الزبير قد زاد في البيت ما ليس فيه وقد أحدث فيه باباً آخر، فكتب إليه عبد الملك: «أن سد بابها الغربي وأهدم ما زاد فيها من الحجر»، فهدم الحجاج منها ستة أذرع وبناها على أساس قريش وسد الباب الغربي وسد ما تحت عتبة الباب الشرقي لارتفاع أربعة اذرع ووضع مصراعان يغلقان الباب. فأمر عبد الملك بن مروان الحجاج بن يوسف أن يعيد بناء الكعبة إلى ما كانت عليه في عهد قريش وذلك لعدم علمه بحديث عائشة رضى الله عنها،
وفي عهد الوليد بن عبد الملك كانت عمارة التوسعة الرابعة للمسجد وذلك في سنة 91 هجرية، وذلك بعد سيل جارف أصابها، وقد زاد من مساحة المسجد، وأجمع الكثير من المؤرخين على أن الوليد بن عبد الملك كان أول من استعمل الأعمدة التي جلبت من مصر والشام في بناء المسجد الحرام، وكان عمل الوليد عملاً محكماً بأساطين الرخام، وقد سقفه بالساج، وجعل على رؤوس الأساطين الذهب وأزّر المسجد من داخله بالرخام، وجعل على وجوه الطيقـان الفُسَيْفساء، وشيد الشرفات ليستظل بها المصلون من حرارة الشمس، وقدرت زيادته بـ (2805) متراً.

### بناء السلطان مراد الرابع في العهد العثماني

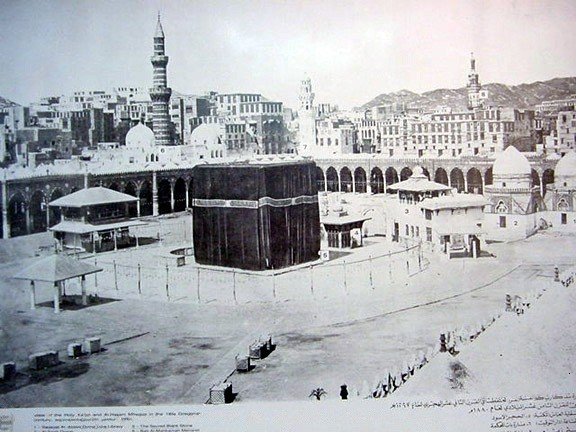
صورة أخذت للكعبة عام 1880 م (1297 هـ).

وفي عهد السلطان أحمد الأول، حدث تصدع في جدران الكعبة وكذلك في جدار الحجر، وكان من رأي السلطان أحمد هدم بناء الكعبة وإعادة بنائها من جديد لكن عُلماء العثمانيين منعوه من ذلك، أما المهندسين فأشاروا عليه بدلا من ذلك بعمل نطاقين من النحاس الأصفر المطلي بالذهب واحد علوي وآخر سفلي، ورغم ذلك لم تصمد الكعبة طويلا وتهدمت جدرانها عقب أمطار غزيرة التي شهدتها مكة المكرمة يوم الأربعاء 19 شعبان 1039 هـ الموافق أبريل 1630م، وتحول هذا المطر إلى سيل عظيم، داخل المسجد الحرام والكعبة، وبلغ منتصفها من الداخل وحمل جميع ما في المسجد من خزائن الكتب والقناديل والبسط وغيرها، وخرب الدور واستخرج الأثاث منها، ومات بسببه خلق كثير. وسقط جدارها الشامي وجزء من الجدارين الشرقي والغربي، وسقطت درجة السطح، لذلك أمر السلطان مراد الرابع بسرعة عمارتها.
فأمر السلطان العثماني مراد الرابع بتجديدها على أيدي مهندسين مصريين في سنة 1040 هـ/1630مـ، وهو البناء الأخير والحالي للكعبة، حيث أصلح المسجد ورمم بأكمله وفرشت أرضه بالحصى، وبدأ العمل في عمارتها يوم الأحد الموافق 23 جمادى الآخرة لسنة 1040 هـ/1630م، وتم البناء في غرة شهر رمضان من السنة نفسها. وهو البناء الحالي الماثل أمامنا وكل ما حدث بعد ذلك كان عبارة عن ترميمات وإصلاح فقط.

### في عهد الدولة السعودية
في عهد الملك خالد بن عبد العزيز، تمت صناعة باب جديد للكعبة المشرفة، صممه المهندس السوري منير الجندي، وصُنع الباب من الذهب الخالص بوزن إجمالي بلغ 280 كجم تقريباً عيار 99.99. وفي عهد الملك فهد بن عبد العزيز استبدلت أعمدة الكعبة الخشبية التي يعود تاريخها أكثر من 1200 عام بأخرى جديدة من خشب «التيك» الصلب جلبت من بورما (ميانمار)، ويتميز هذا النوع من الأخشاب بثبات شكله بعد الاستخدام ومقاومته الشديدة للعوامل الجوية مثل الحرارة والرطوبة والماء، وذلك ضمن عملية ترميم شاملة أزيل خلالها سقف الكعبة وأعيد بناؤه ورممت الأحجار المتآكلة ودعمت الأرضية بالرخام.

## وصف الكعبة

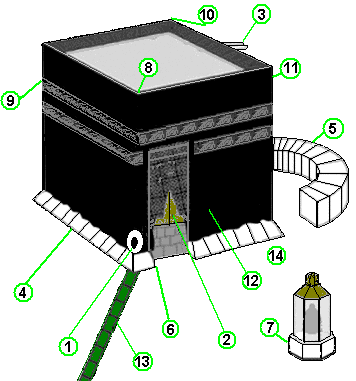
الكعبة المشرفة.

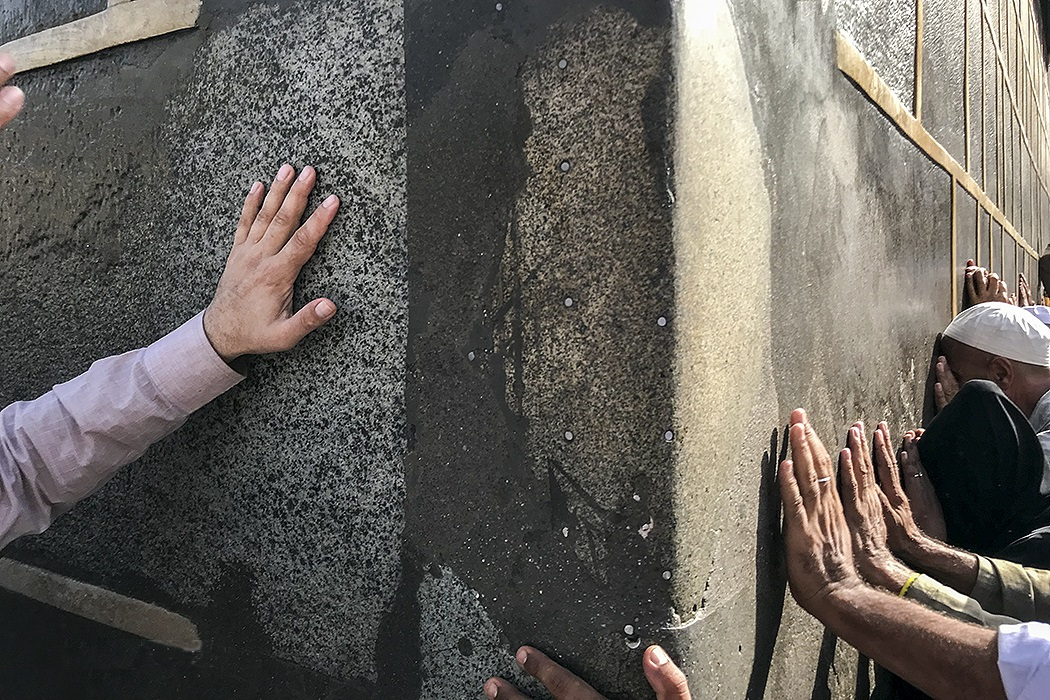
الركن اليماني.

تُوصف الكعبة أنها بناء مكعب الشكل، يبلغ ارتفاعها 15 متراً، ويبلغ طول ضلعها الذي به بابها 12 متراً، وكذلك يكون الذي يقابله، وأما الضلع الذي به الميزاب والذي يقابله، فطولهما 10 أمتار. ولم تكن كذلك في عهد إسماعيل، بل كان ارتفاعها تسع أذرع من عهد إسماعيل، ولم يكن لها سقف، فلما بنتها قريش قبل الإسلام، زادوا فيها تسع أذرع، فكانت ثمان عشرة ذراعا، ورفعوا بابها عن الأَرض، فكان لا يصعد إليها إلَا في درج أو سلم. ثم لما بناها عبد الله ابن الزبير، زاد فيها تسع أذرع، فكانت سبعا وعشرين ذراعا، وعلى هذا هي إلى الآن.
ومن المعروف أن أركان الكعبة أربعة وهي: الركن الأسود والركن الشامي والركن اليماني والركن العراقي، وفي أعلى الجدار الشمالي يوجد الميزاب وهو مصنوع من الذهب الخالص ومطل على حجر إسماعيل.
كان ارتفاعها تسعة أذرع، حتى جاء تبع فصنع لها سقفاً، ثم جاء من بعده عبد المطلب وصنع لها باباً من حديد وحلاّه بالذهب، وقد كان بذلك أول من حلىّ الكعبة بالذهب. وللكعبة منفذ واحد وهو باب يفتح ثلاث مرات سنويا لغسل داخلها بماء زمزم. السقف مدعم من ثلاثة أعمدة خشبية من أفضل الأنواع محلاة بالذهب، في زاوية نجد أدراجا ضيقة تسمح بالصعود للأعلى حيث يصعد فيه مرة في السنة لتبديل كسوة الكعبة.
1. الحجر الأسود: هو حجر بيضوي الشكل، أسود اللون ضارب إلى الحمرة موجود في الركن الجنوبي الشرقي من الكعبة.
2. باب الكعبة: مصنوع من الفضة يعود إلى الفترة العثمانية استبدل بعد عمليات الترميم. يزين الباب كتابات عربية قرآنية.
3. ميزاب (مزراب): هو الجزء المثبت على سطح الكعبة في الجهة الشمالية، وهو مصرف للمياه المتجمعة على سطح الكعبة.
4. الشاذروان: وهو ما ترك من حجر أساس البيت الحرام خارجا ويسمى تأزريرا لأنه كالإزار.
5. حجر إسماعيل: يسمى الحطيم، هو حائط مستدير على شكل نصف دائرة يقع شمال الكعبة المشرفة.
6. ملتزم: وهو ما بين الحجر الأسود وباب الكعبة ومقداره نحو مترين. وهو موضع إجابة الدعاء
7. مقام إبراهيم: هو ذلك الحجر الأثري الذي قام عليه إبراهيم عند بناء الكعبة المشرفة لما ارتفع البناء.
8. الركن الشرقي: هو الركن وهو الذي يكون بجوار باب الكعبة ويُقابلُ بئر زمزم تقريباً، مُثَبَّتٌ فيه الحجر الأسود.
9. الركن اليماني: هو ركن يلي الركن الغربي حسب جهة الحركة في الطواف، وهو الركن الموازي لركن الحجر الأسود.
10. الركن الشامي: هو ركن يلي الركن الشمالي حسب جهة الحركة في الطواف، يقع على الجانب الغربي من حجر إسماعيل.
11. الركن العراقي: هو ركن يلي الركن الشرقي حسب جهة الحركة في الطواف، يقع على الجانب الشرقي من حجر إسماعيل.
12. كسوة الكعبة: هي قطعة من الحرير المنقوش عليه آيات من القرآن تكسى بها الكعبة.
13. شريط من الرخام: وقد تمت إزالته الآن منعا لتدافع الناس والازدحام.

## مكونات الكعبة

### باب الكعبة

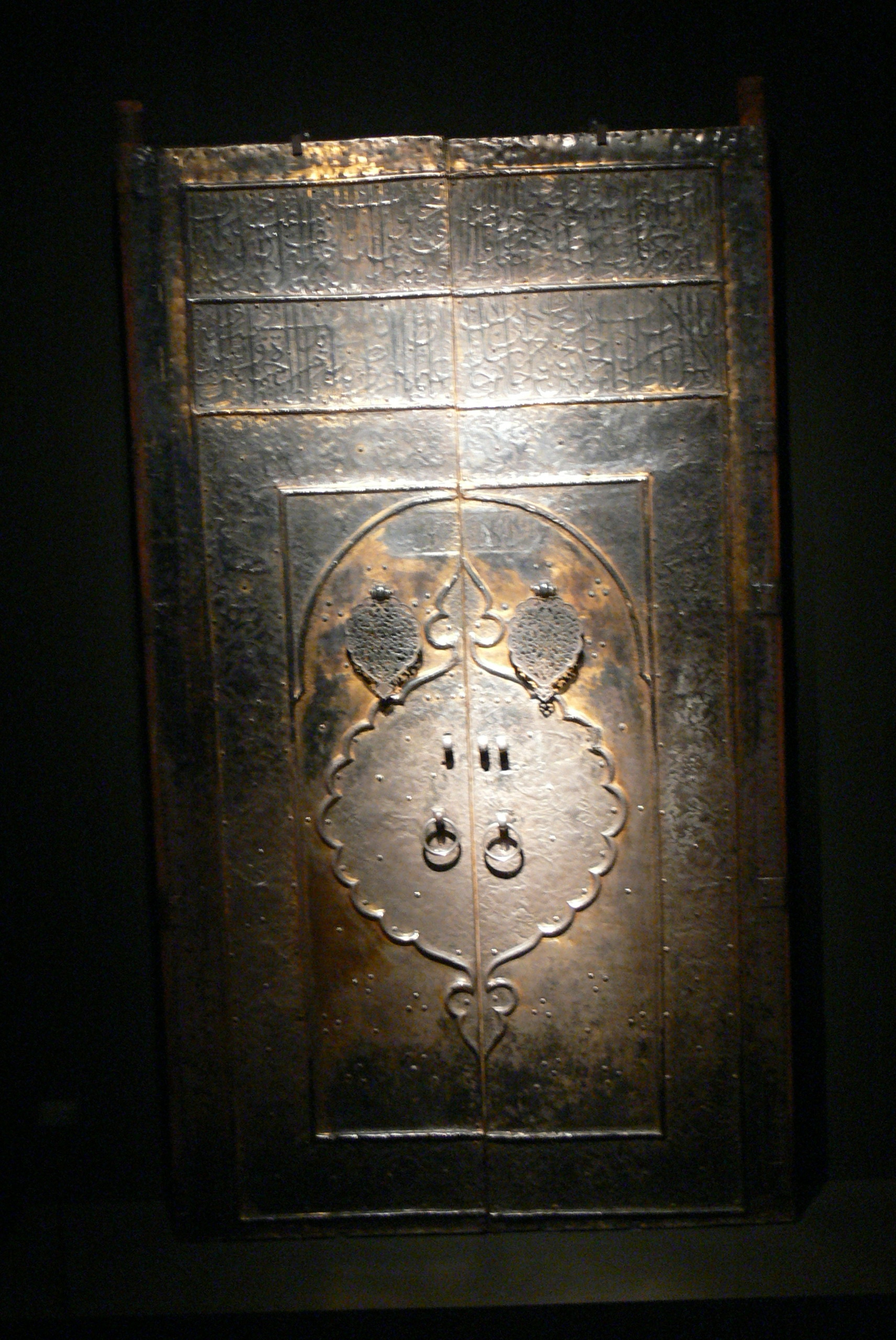
باب الكعبة يعود لعام 1636م.

يقع باب الكعبة المشرفة في الجهة الشرقية منها، ويرتفع عن الأرض من الشاذروان (222سم)، وطول الباب نفسه (318سم)، وعرضه (171سم)، وبعمق ما يقارب نصف متر. لقد كان للكعبة المشرفة فتحة للدخول إليها، ومن ثم صنع لها باب، لكن لا يعلم على وجه الدقة، متى ومن أول من عمل باباً للكعبة، إذ اختلف الرواة في ذلك على عدة أقوال، أرجحها أن تُبَّعًا الثالث أحد ملوك اليمن المتقدمين على البعثة النبوية بزمن بعيد هو أول من جعل للكعبة المشرفة بابًا. فقد روى ابن هشام في سيرته عن ابن إسحاق قال: «وكان تبع فيما زعموا أول من كسا البيت، وأوصى به ولاته من جرهم، وأمرهم بتطهيره، وجعل له بابًا ومفتاحًا». وذكر الأزرقي في أخبار مكة عن ابن جرير قال: «كان تبع أول من كسا الكعبة كسوة كاملة، وجعل لها بابًا يغلق، ولم يكن يغلق قبل ذلك، وقال تبع شعرًا منه هذا البيت: وأقمنا به من الشهر عشرًا وجعلنا لبابه إقليـدا».

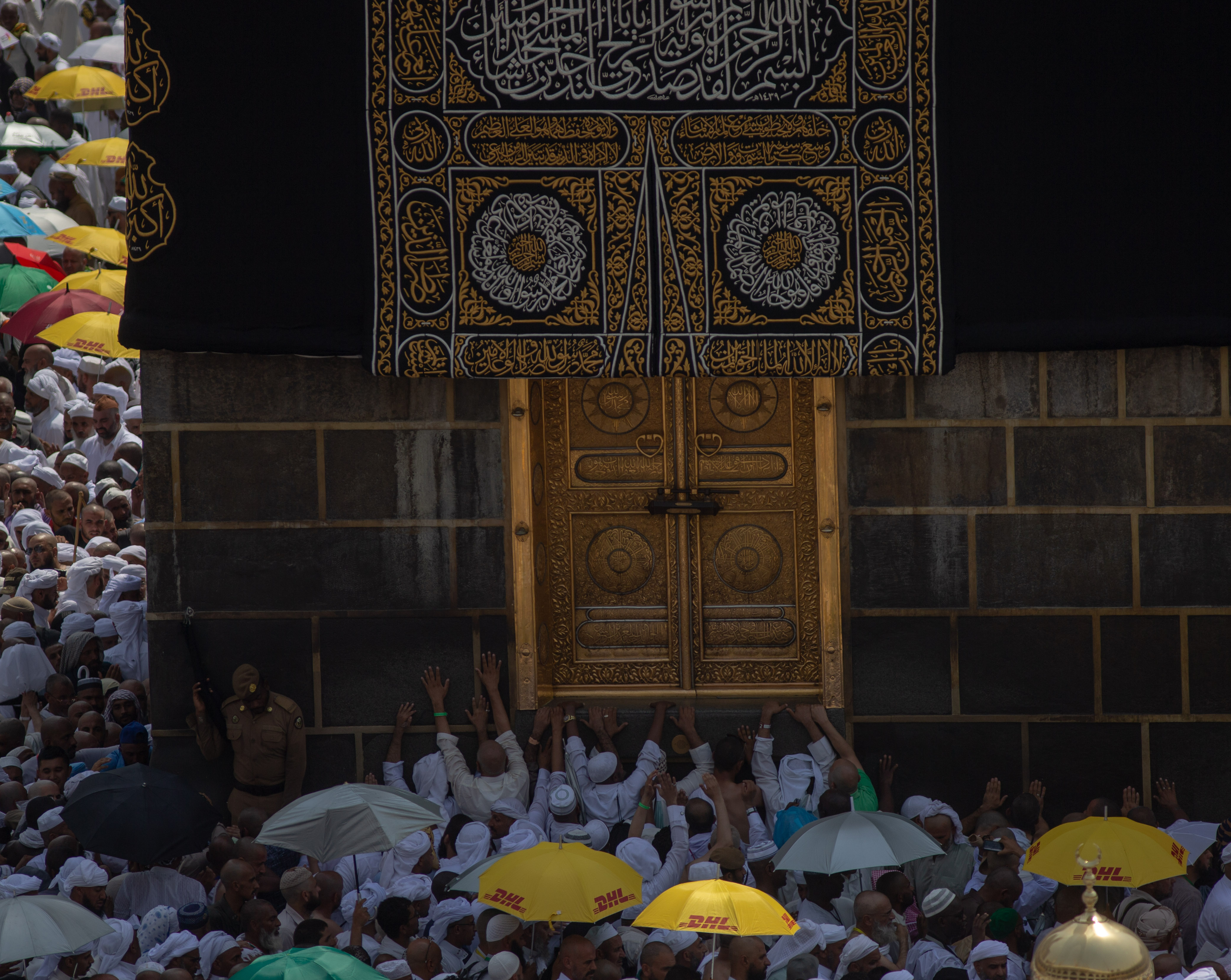
باب الكعبة في 2018.

وفي عهد عبد الله ابن الزبير كان باب الكعبة يبلغ من الطول أحد عشر ذراعًا، وفي زمن الحجاج بن يوسف الثقفي أصبح طوله ستة أذرع وشبر، قال ابن جريج: وكان الباب الذي عمله ابن الزبير أحد عشر ذراعًا، فلما كان الحجاج عمل لها بابًا طوله ستة أذرع وشبر». وفي سنة 1045هـ غير الباب، وجعل فيه من الحلية الفضية ما زنته 166 رطلاً، وطلي بالذهب البندقي بما قيمته ألف دينار، وكان ذلك زمن السلطان مراد الرابع. وبقي هذا الباب على الكعبة إلى عهد (ت1356هـ)، حيث ذكر في تاريخ الكعبة قال: «وهذا الباب الأخير الذي عمله السلطان مراد خان هو الباب الموجود على الكعبة المشرفة إلى العصر الحاضر».
وفي العهد السعودي ركب بابان، الأول في عهد الملك عبد العزيز آل سعود عام 1363هـ، والثاني وهو الموجود حاليًا، وكان قد أمر بصنعه الملك خالد بن عبد العزيز وقد صنع من الذهب حيث بلغ مقدار الذهب المستخدم فيه للبابين حوالي 280 كيلو جرام عيار 99.99 بتكلفة إجمالية بلغت 13 مليونا و420 ألف ريال عدا كمية الذهب. واستغرق العمل منذ بدء العمل التنفيذي فيه في غرة ذي الحجة عام 1398هـ اثني عشر شهرًا.
أما مفتاح الكعبة فيودع عند بني شيبة من قبيلة قريش الذين لهم سدانة الكعبة كما هي وصية النبي.

### الميزاب

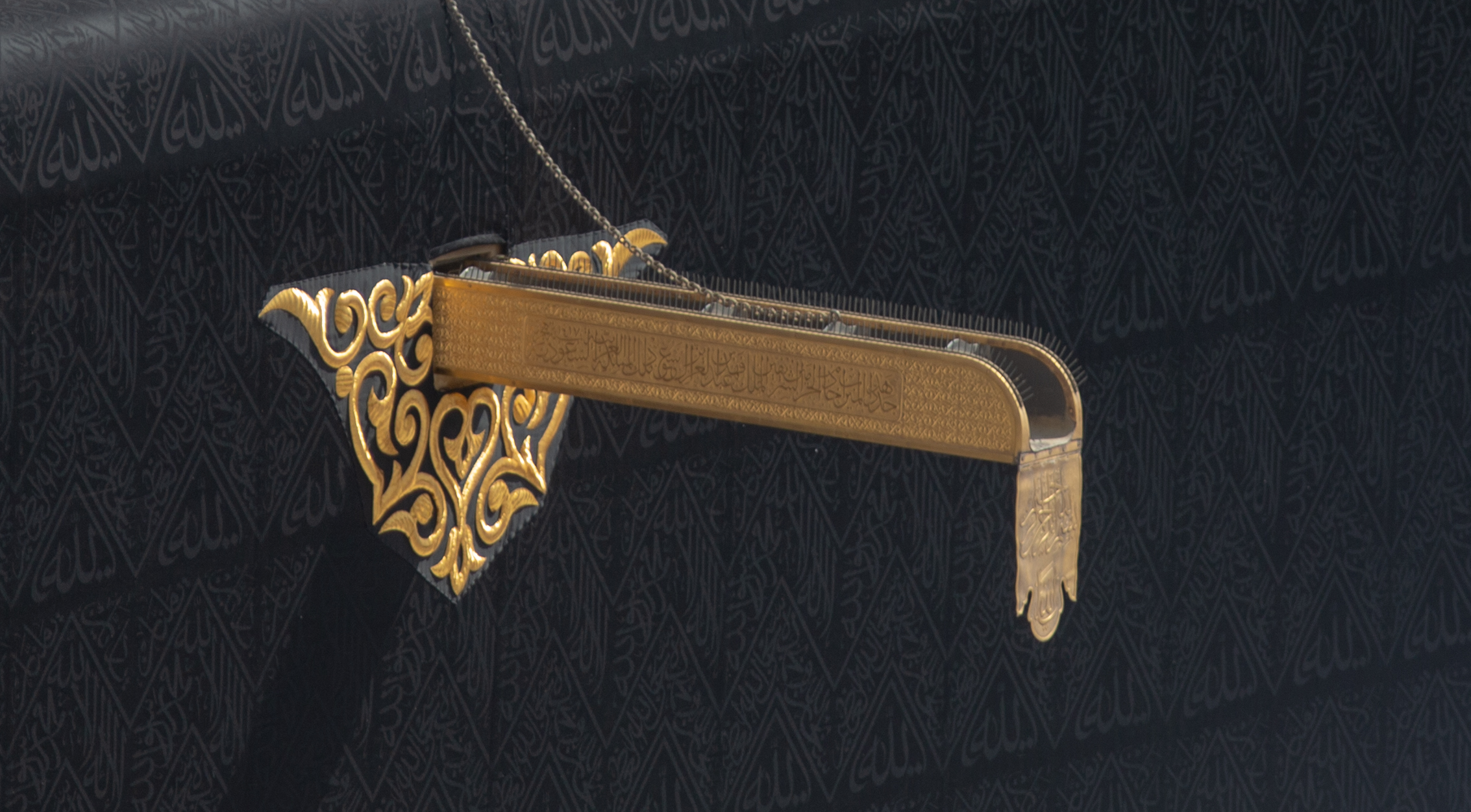
الميزاب يقع أعلى الكعبة ويستخدم لتصريف المياه.

ميزاب الكعبة هو الجزء المثبت على سطح الكعبة في الجهة الشمالية والممتد نحو حجر إسماعيل والمصرف للمياه المتجمعة على سطح الكعبة المشرفة عند غسل السطح أو سقوط الأمطار. وأول من وضع ميزابا للكعبة المشرفة قريش حين بنتها سنة 35 من ولادة النبي محمد، حيث كانت قبل ذلك بلا سقف، فقد ذكر ابن هشام عن ابن إسحاق قال: «فلما بلغ رسول الله ﷺ خمسًا وثلاثين سنة، اجتمعت قريش لبنيان الكعبة، وكانوا يهمون بذلك ليسقفوها ويهابون هدمها، وإنما كانت رضمًا فوق القامة، فأرادوا رفعها وتسقيفها، وذلك أن نفرًا سرقوا كنزًا للكعبة».
والميزاب الموجود في الكعبة المشرفة إلى العصر الحاضر هو الميزاب الذي عمله السلطان عبد المجيد في الآستانة ثم جيء به وركب سنة 1276 هـ، وهذا الميزاب مصفح بالذهب. وقد أدخلت عليه ترميمات جزئية في المسامير العلوية المانعة لوقوف الحَمَامَ عليه وذلك في عهد الملك سعود بن عبد العزيز حين رمم سطح الكعبة المشرفة.

### الملتزم
الملتزم هو مكان بين الحجر الأسود وباب الكعبة وطوله أربعة أذرع (متران تقريبا)، فعن ابن عباس أنه قال: «الملتزم ما بين الركن والباب». وهو موضع إجابة الدعاء ويسن به الدعاء مع إلصاق الخدين والصدر والذراعين والكفين، وكان ابن عباس يفعله ويقول: «لا يلتزم ما بينهما أحد يسأل الله شيئاً إلا أعطاه الله إياه»،
كما ورد أن عبد الله بن عمرو بن العاص طاف وصلى ثم استلم الركن ثم قام بين الحجر والباب فألصق صدره ويديه وخده إليه ثم قال: «هكذا رأيت رسول الله يفعل». وقال أبو الزبير رأيت عبد الله بن عمر وابن عباس وعبد الله بن الزبير ما يلتزمونه. وقال ابن عباس: «إن ما بين الحجر والباب لا يقوم فيه إنسان فيدعو الله بشيء إلا رأى في حاجته بعض الذي يحب».

### الشاذروان

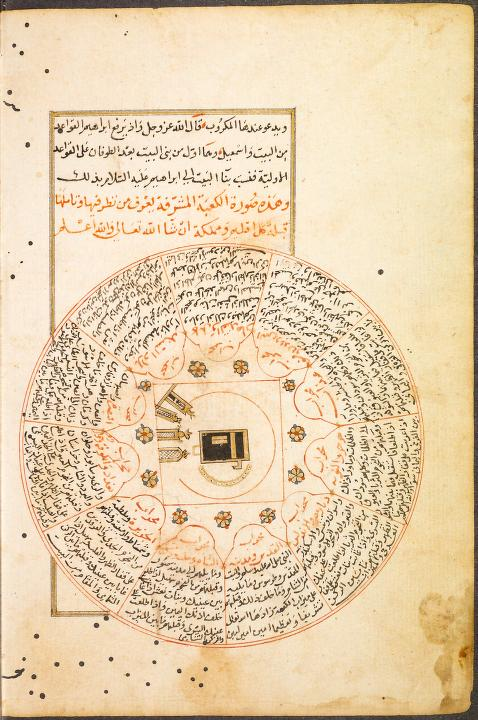
صورة للكعبة ومحاريبها.

الشاذروان بفتح الذال وتسكين الراء، وهو ما ترك من عرض أساس البيت الحرام خارجا ويسمى تأزريرا لأنه كالإزار، وهو مأخوذ من كلمة شوذر الفارسية ومعناها الإزار. فهو الوزرة المحيطة بأسفل جدار الكعبة المشرفة من مستوى الطواف، وهو مسنم الشكل ومبني من الرخام في الجهات الثلاث، ما عدا جهة الحِجْر، ومثبت فيه 41 حلقة يربط فيها حبال ثوب الكعبة المشرفة ولا يوجد أسفل جدار باب الكعبة المشرفة شاذروان.
والشاذروان بني أصلاً لتقوية جدار الكعبة المشرفة التي كانت بحاجة إلى هذه التقوية؛ لتعرضها للسيول الكثيرة، وعليه فإن الشاذروان ليس من البيت، وقد أشار ابن تيمية بقوله: «وليس الشاذروان من البيت، بل جعل عمادًا للبيت».
وقد جدد بناء الشاذروان في سنوات عديدة منها في سنة (542 هـ) وسنة (636 هـ) وسنة (660 هـ) وسنة (670 هـ) وسنة (1010 هـ) وبين ذلك وقبله وبعده. وآخر تجديد للشاذروان كان في عهد الملك فهد بن عبد العزيز آل سعود الترميم الثاني والكبير للكعبة المشرفة في عام 1417هـ.

### أركان الكعبة
جاء تسمية الأركان باعتبار اتجاهاتها الأربع تارةً، وجاءت باعتبار خصوصية أخرى فيها تارة أخرى.
1. الرُكن الشرقي: وهو الركن وهو الذي يكون بجوار باب الكعبة ويُقابلُ بئر زمزم تقريباً، يُسمى بالركن الشرقي لكونه باتجاه المشرق تقريباً، ويُسمَّى أيضاً بالركن الأسود لأن الحجر الأسود مُثَبَّتٌ فيه ومنه يبدأ الطواف حول الكعبة.
2. الرُكن العراقي: وهو الركن الذي يلي الركن الشرقي حسب جهة الحركة في الطواف، ويُسمَّى بالركن الشمالي لمواجهته للشمال تقريباً، وهو الركن الذي يكون على الجانب الشرقي من حجر إسماعيل، ويُسمَّى أيضا بالركن العراقي لكونه باتجاه العراق.
3. الرُكن الشامي: وهو الركن الذي يلي الركن الشمالي حسب جهة الحركة في الطواف، ويُسمَّى بالركن الغربي لمواجهته للمغرب تقريباً، ويُسمَّى أيضاً بالركن الشامي لكونه باتجاه الشام، وهو الرُكن الذي يكون على الجانب الغربي من حجر إسماعيل.
4. الرُكن اليماني: وهو الركن الذي يلي الركن الغربي حسب جهة الحركة في الطواف، ويُسمَّى بالركن الجنوبي لمواجهته للجنوب تقريباً، ويُسمَّى أيضا الركن اليماني لكونه باتجاه اليمن، ويُسمَّى أيضاً بالمُستجار. وهو الركن الموازي لركن الحجر الأسود.

### الحجر الأسود
الحجر الأسود هو حجر ثقيل بيضاوي الشكل أسود اللون مائل إلى الحمرة وقطره 30 سم، ويوجد في الركن الجنوبي الشرقي للكعبة من الخارج، وهو مبدأ الطواف ومنتهاه، ويرتفع عن الأرض مترًا ونصفًا، وهو محاط بإطار من الفضة الخالصة صونًا له، ويظهر مكان الحجر بيضاويًا. وبحسب الآثار الإسلامية، فإن سواد الحجر يرجع إلى ذنوب التي ارتكبها البشر. حيث روى ابن عباس عن النبي محمد أنه قال: «نزل الحجر الأسود من الجنة أبيض من الثلج فسودته خطايا بني آدم». أما عن سواد الحجر فإنه في ظاهر الحجر، أما بقية جرمه فهو على ما هو عليه من البياض حيث وصفه محمد بن نافع الخزاعي حين رد القرامطة الحجر سنة 339هـ وعاينه قبل وضعه وقال: «تأملت الحجر الأسود وهو مقلوع، فإذا السواد في رأسه فقط، وسائره أبيض، وطوله قدر ذراع».

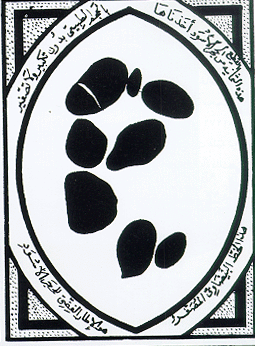
رسم يدوي للحجر من قبل الكردي، بعد أن وضع ورقة على الحجر ورسمها بنفس حجمها الصحيح، غرة ربيع الأول 1376 هـ.

ويعتبر الحجر الأسود من حجارة الجنة، حيث قال النبي محمد: «الحجر الأسود من حجارة الجنة»، فهو ياقوتة من ياقوت الجنة حيث قال النبي محمد: «إن الركن والمقام ياقوتتان من ياقوت الجنة طمس الله تعالى نورهما ولو لم يطمس نورهما لأضاءتا ما بين المشرق والمغرب». فقد وصفه محمد بن نافع الخزاعي حين رد القرامطة الحجر سنة 339هـ وعاينه قبل وضعه وقال: «تأملت الحجر الأسود وهو مقلوع، فإذا السواد في رأسه فقط، وسائره أبيض، وطوله قدر ذراع».
وقد روي عن عمر بن الخطاب أنه كان يقبل الحجر الأسود ويقول: «إني لأعلم أنك حجر لا تضر ولا تنفع، ولولا أني رأيت رسول الله ﷺ يقبلك ما قبلتك». وروى الحافظ ابن حجر عن الطبري أنه قال: «إنما قال ذلك عمر، لأن الناس كانوا حديثي عهد بعبادة الأصنام، فخشي عمر أن يظن الجهال أن استلام الحجر تعظيم بعض الأحجار، كما كانت العرب تفعل في الجاهلية، فأراد عمر أن يعلم الناس أن استلامه اتباع لفعل رسول الله، لا لأن الحجر يضر وينفع بذاته، كما كانت تعتقده في الأوثان.»
وقد جاء في كتب السيرة أن رسول الله، حين كان في الخامسة والثلاثين من عمره (أي قبل البعثة)، أرادت قريش إعادة بناء الكعبة، فحصل خلاف أيُّهم يكون له فخر وضع الحجر الأسود في مكانه، حتى كادت الحرب تنشب بينهم بسبب من ذلك. وأخيراً جاء الاتفاق على أن يحكّموا في ما بينهم أول من يدخل من باب الصَّفا، فلما رأوا محمداً أول من دخل قالوا: «هذا الأمين رضينا بحكمه». ثم إنهم قصّوا عليه قصَّتهم فقال: «هلمَّ إليّ ثوباً» فأُتي به، فنشره، وأخذ الحجر فوضعه بيده فيه ثم قال: «ليأخذ كبير كل قبيلة بطرف من أطراف هذا الثوب»، ففعلوا وحملوه جميعاً إلى ما يحاذي موضع الحجر من البناء، ثم تناول محمد الحجرَ ووضعه في موضعه، وبذلك انحسم الخلاف.
وقد تعرض الحجر الأسود لحوادث سرقة عديدة ولعل أهمها حادثة القرامطة الذين أخذوا الحجر وغيبوه 22 سنة، وردّ إلى موضعه سنة 339هـ. ففي سنة 317 هـ وتحديدا يوم يوم التروية، قام أبو طاهر القرمطي، ملك البحرين وزعيم القرامطة، بغارة على مكة والناس محرمون، واقتلع الحجر الأسود، وأرسله إلى هجر وقتل عدد كبير من الحجاج. وفي 318هـ تقريبا سن حجهم إلى الجش بالأحساء بعدما وضع الحجر الأسود في بيت كبير، وأمر القرامطة سكان منطقة القطيف بالحج إلى ذلك المكان، ولكن الأهالي رفضوا تلك الأوامر، فقتل القرامطة أناساً كثيرين من أهل القطيف، قيل: بلغ قتلاه في مكة ثلاثين ألفاً.

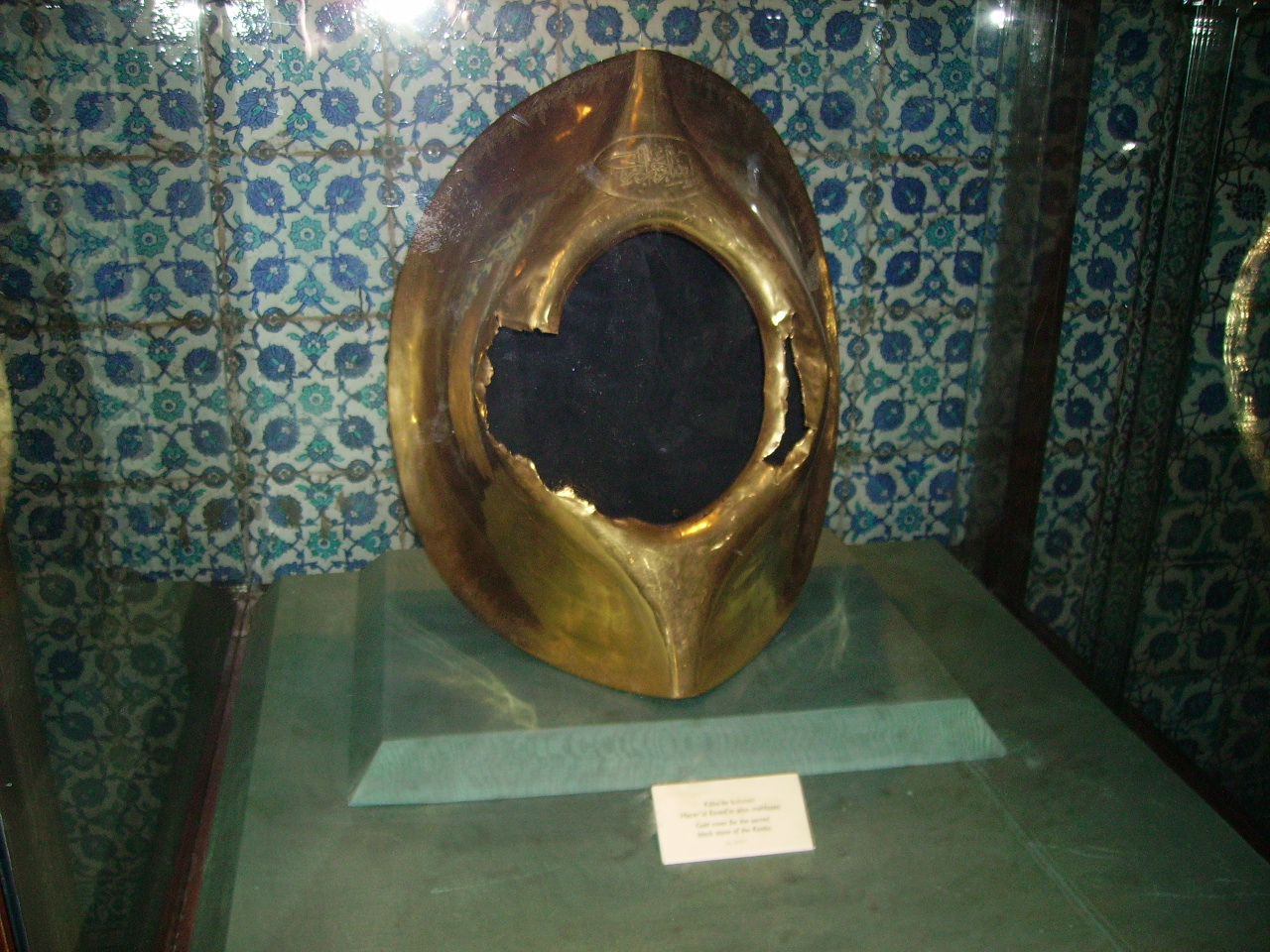
إطار قديم للحجر الأسود، في الطوپقپو سراي.

ويقول ابن كثير عن استرجاع الحجر إلى مكانه الأصلي:
ويعتبر عبد الله بن الزبير أول من ربط الحجر الأسود بالفضة تصدع من الأحداث التي جرت عام 64 هـ، حيث احترقت الكعبة بسبب الحرب بين ابن الزبير الذي تحصَّن داخلها وجيش يزيد بن معاوية، وتكررت الفعلة سنة 73 هـ على يد الحجاج بن يوسف الثقفي، ثم أضاف إليه الخليفة العباسي هارون الرشيد تنقيبه بالماس وأفرغ عليه الفضة، وفي سنة 1331هـ أهدى السلطان محمد رشاد خان إطاراً من الفضة الخالصة للحجر الأسود، وفي شعبان 1375 هـ وضع الملك سعود بن عبد العزيز طوقاً جديداً من الفضة وقد رمم في عهد الملك فهد بن عبد العزيز في 1422 هـ.

### مقام إبراهيم
مقام إبراهيم هو ذلك الحجر الأثري الذي قام عليه إبراهيم عند بناء الكعبة المشرفة لما ارتفع البناء، وشق عليه تنو الحجارة فكان يقوم عليه ويبني. وهو الحجر الذي قام عليه بالأذان والنداء للحج بين الناس، وفي هذا الحجر أثر قدمي إبراهيم، بعدما غاصت فيه قدماه، وهو الحجر التي تعرفه الناس اليوم عند الكعبة المشرفة، ويصلون خلفه ركعتي الطواف. فعند البخاري عن ابن عباس قال: (فجعل إبراهيم يبني وإسماعيل يناوله الحجارة ويقولان ﴿وَإِذْ يَرْفَعُ إِبْرَاهِيمُ القَوَاعِدَ مِنَ البَيْتِ وَإِسْمَاعِيلُ رَبَّنَا تَقَبَّلْ مِنَّا إِنَّكَ أَنْتَ السَّمِيعُ    العَلِيمُ﴾.
وكما قال أبي طالب في لاميته المشهورة:
وكما قال العجاج ذاكراً مقام إبراهيم والأثر الذي فيه:
قال ابن كثير: " وكانت آثار قدميه ظاهرة فيه ولم يزل هذا معروفا تعرفه العرب في جاهليتها، وقد أدرك المسلمون ذلك فيه أيضا، كما قال أنس بن مالك: " رأيت المقام فيه أصابعه وأخمص قدميه. غير أنه أذهبه مسح الناس بأيديهم. وروى ابن جرير عن قتادة أنه قال: (واتخذوا من مقام إبراهيم مصلى) إنما أمروا أن يصلوا عنده، ولم يؤمروا بمسحه، وقد تكلفت هذه الأمة شيئا ما تكلفته الأمم قبلها. ولقد ذَكَرَ لنا من رأى أثر عقبه وأصابعه فيه فما زالت هذه الأمة يمسحونه حتى انمحى ".

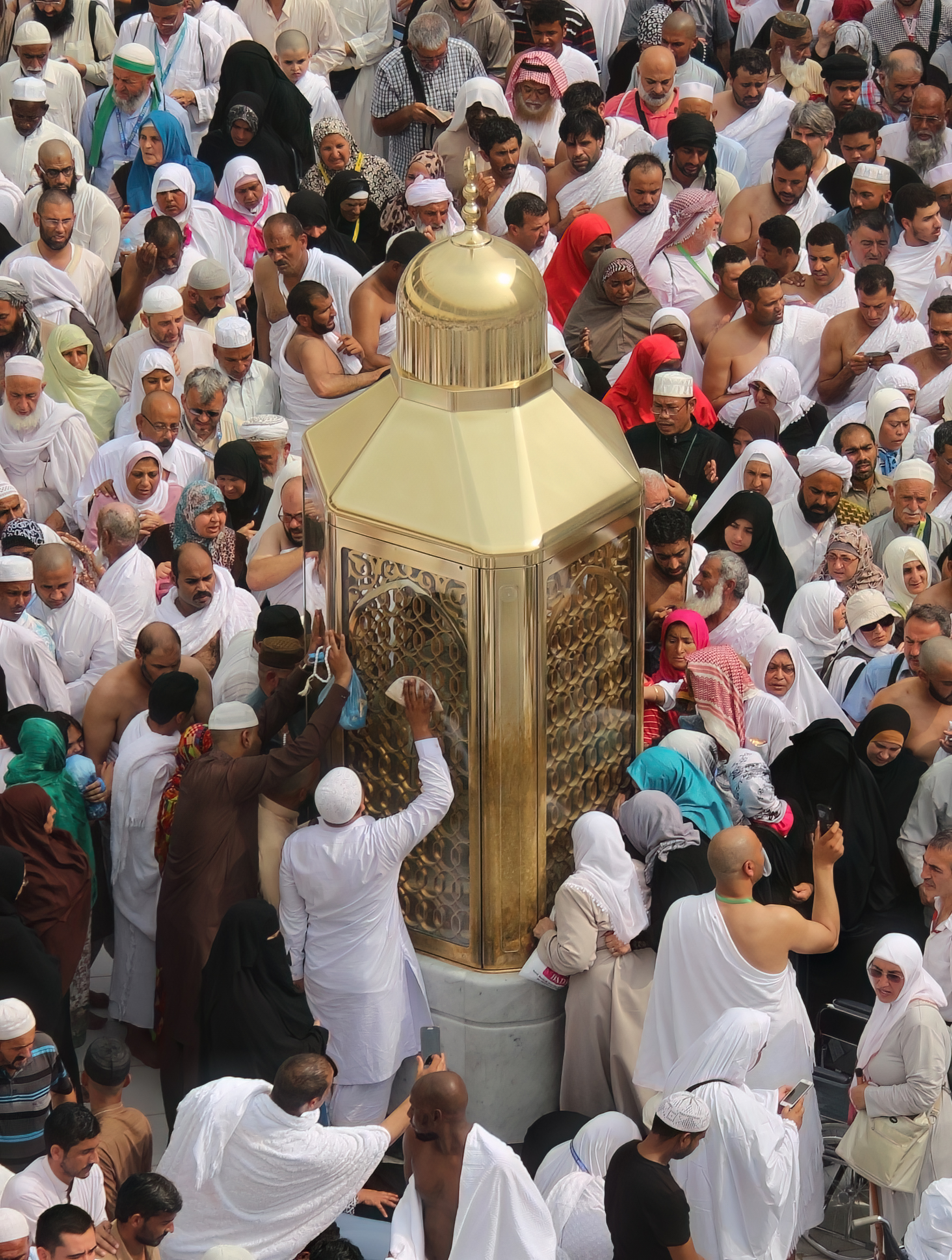
مقام إبراهيم.

وبحسب المنظور الإسلامي، فإن لمقام إبراهيم فضائل عديدة، فهو من من يواقيت الجنة فقد اخرج الحاكم عن عبد الله بن عمرو بن العاص قال: قال رسول الله: «الركن والمقام ياقوتتان من الجنة طمس الله نورهما ولولا ذلك لأضاءتا ما بين المشرق والمغرب». وأن الله تعالى نوه بذكره من جملة آياته البينات في سورة آل عمران بقوله ﴿فِيهِ آيَاتٌ بَيِّـنَاتٌ مَّقَامُ إِبْرَاهِيمَ﴾.13 وقد فسرها ابن جرير بقوله «إن أول بيت وضع للناس مباركاً وهدى للعالمين للذي ببكة، فيه علامات بينات من قدر الله وآثار خليله إبراهيم، منهن أثر قدم خليله إبراهيم - - في الحَجَر الذي قام عليه». ومن فضائله أن إبراهيم وقف عليه كما أمره الله عز وجل وأذن في الناس بحجهم، ففي كتاب أخبار مكة، روي عن ابن عباس عن رسول الله أنه قال: «لما فرغ إبراهيم من بناء البيت أمره الله عز وجل أن ينادي في الحج، فقام على المقام، فقال: يا أيها الناس إن ربكم قد بنى بيتًا فحجوه، وأجيبوا الله عز وجل، فأجابوه في أصلاب الرجال وأرحام النساء: أجبناك، أجبناك، أجبناك، اللهم لبيك، قال: فكل من حج اليوم فهو ممن أجاب إبراهيم على قدر ما لبى».
وقد أمر الله تعالى المسلمين باتخاذه مصلى في الحج والعمرة وذلك في قوله ﴿وَاتَّخِذُواْ مِن مَّقَامِ إِبْرَاهِيمَ مُصَلًى﴾.14، فكان اتخاذ مقام إبراهيم مصلى موافقاً لقول عمر بن الخطاب، فعن أنس بن مالك أن عمر بن الخطاب قال: «وافقت ربي في ثلاث، فقلت يا رسول الله لو اتخذنا من مقام إبراهيم مصلى، فنزلت ﴿فِيهِ آيَاتٌ بَيِّـنَاتٌ مَّقَامُ إِبْرَاهِيمَ﴾، وآية الحجاب قلت يا رسول الله لو أمرت نساءك أن يحتجبن فإنه يكلمهن البر والفاجر، فنزلت آية الحجاب ﴿يَا أَيُّهَا النَّبِيُّ قُلْ لأَزْوَاجِكَ وَبَنَاتِكَ وَنِسَاءِ الْمُؤْمِنِينَ يُدْنِينَ عَلَيْهِنَّ مِنْ جَلابِيبِهِنَّ﴾، واجتمع نساء النبي في الغيرة عليه فقلت لهن عسى ربه إن طلقكن أن يبدله أزواجا خيرا منكن فنزلت ﴿عَسَى رَبُّهُ إِنْ طَلَّقَكُنَّ أَنْ يُبَدِّلَهُ أَزْوَاجًا خَيْرًا مِنْكُنَّ﴾».
ويعتبر الخليفة المهدي العباسي؛ أول من حلَّى المقام لما خشي عليه أن يتفتت فهو من حجر رخو، فبعث بألف دينار، فضببوا بها المقام من أسفله إلى أعلاه، وفي خلافة المتوكل زيد في تحليته بالذهب، وجعل ذلك فوق الحلية الأولى، وذلك في سنة 236هـ، ولم تزل حلية المهدي على المقام حتى قلعت عنه في سنة 256هـ لأجل إصلاحه فجدد وصب عليه حتى يشتد، وزيد في الذهب والفضة على حليته الأولى، وكان الذي شده بيده في هذه السنة بشر الخادم في عهد الخليفة المعتمد العباسي، وحمل المقام بعد اشتداده، وتركيب الحلية إلى موضعه وذلك عام 256هـ.
وفي 25 من ذي الحجة 1384هـ أمرت هيئة رابطة العالم الإسلامي بإزالة جميع الزوائد الموجـودة حول المقام، وإبقـاء المقام في مكانه على أن يُجعل عليه صندوق من بلوري سميك قوي على قدر الحاجة وبارتفاع مناسب يمنع تعثر الطائفين ويتسنى معه رؤية المقام، ووافق فيصل بن عبد العزيز ملك المملكة العربية السعودية وأصدر أمره بتنفيذ ذلك،  فعمل له غطاء من البلور الممتاز، وأحيط هذا الغطاء بحاجز حديدي، وعملت له قاعدة من الرخام نصبت حول المقام لا تزيد مساحتها عن 180 في 130 سنتمترا بارتفاع 75 سنتمترا، وتم ذلك في رجب 1387هـ؛ حيث جرى رفع الستار عن الغطاء البلوري في حفل إسلامي، واتسعت رقعة المطاف وتسنى للطائفين أن يؤدوا مناسك الطواف في راحة ويسر، وخفت وطأة الزحام كثيرا.

### حِجْر إسماعيل

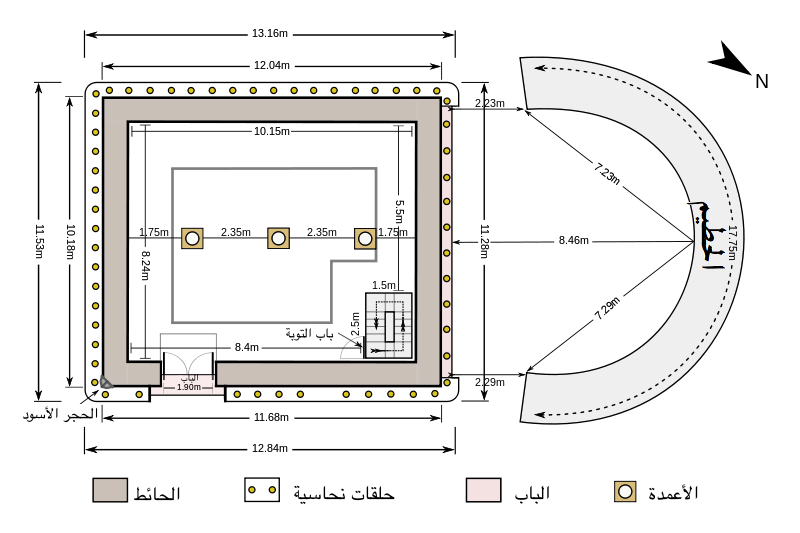
صورة للحطيم على اليمين، المتخذ شكل قوس.

يعتبر حجر إسماعيل (بكسر الحاء وسكون الجيم)، أو ما يسمى بـ «الحطيم» جزءا أساسيا من الكعبة، حتى جاء عهد قريش حيث سمي بالحِجْر لأن قريش في بنائها تركت من أساس إبراهيم جزءا لقلة المال الحلال الخالص لديهم، وحجرت على الموضع ليعلم الناس أنه من الكعبة المشرفة، وتذكر الكتب التاريخية أنه في عصر الجاهلية كانت تطرح في موضع الحجر ما طافت به من الثياب فيبقى حتى يتحطم بطول الزمان، فسمي الحجر بالحطيم، وكانوا يتحالفون ويحلفون عنده. وحجر إسماعيل هو بناء مستدير على شكل نصف دائرة، أحد طرفيه محاذ للركن الشمالي والآخر محاذ للركن الغربي، ويقع شمال الكعبة المشرفة ويبلغ ارتفاعه قرابة 1,30 متر،
ويبدو من القراءات التاريخية أن الحجر كان محل اهتمام من الخلفاء والملوك والأمراء سواء كانوا على تهامة ومكة، أو على الدول العربية والإسلامية؛ ونذكر على سبيل المثال ما حدث في عهد أبو جعفر المنصور حيث أن الحجر كانت حجارته بادية، وكان أبو جعفر يحج فرآها، فقال: «لا أصبحن حتى يُستَر جدار الحجر بالرخام». فدعا العمال فعملوه على السرج قبل أن يصبح، وجدد رخامه الخليفة العباسي المهدي، وكان تبطين البلاط بالرخام عام 161هـ، وكان رخامًا أبيضا وأخضرا وأحمرا وكان مداخلاً بعضه في بعض أحسن من هذا العمل، ثم لما تكسر جدده أبو العباس عبد الله بن داود بن عيسى أمير مكة 241هـ، ثم جدد بعد ذلك في خلافة المتوكل سنة 283هـ، كما قام بتجديده وتعميره الخليفة الناصر العباسي سنة 576هـ، وجدد مرة أخرى في خلافة المستنصر العباسي سنة 631هـ، والملك المظفر صاحب اليمن سنة 659هـ، والملك محمد بن قلاوون سنة 720هـ، والملك علي بن الأشرف شعبان سنة 781هـ، والملك الظاهر برقوق سنة 801هـ، ثم جرت إصلاحات مختلفة فيه سنة 822هـ، والسلطان قايتباي سنة 888هـ، وعمّره الملك قانصوه الغوري 916هـ، والسلطان عبد المجيد خان 1260هـ/1844 م.
في عام 1346هـ أمر الملك عبد العزيز بستة شمعدانات على جدار حجر إسماعيل من النحاس الأصفر، وكل واحد منها له ثلاثة رؤوس على كل رأس منها مصباح كهربائي واحد، ولا زالت فكرتها باقية إلى يومنا هذا، في صورة ثلاثة مصابيح موزعة على نصف الدائرة، الأول عند الطرف المحاذي للركن الشمالي والثاني عند الطرف المحاذي للركن الغربي والثالث على رأس الحطيم.

### كسوة الكعبة

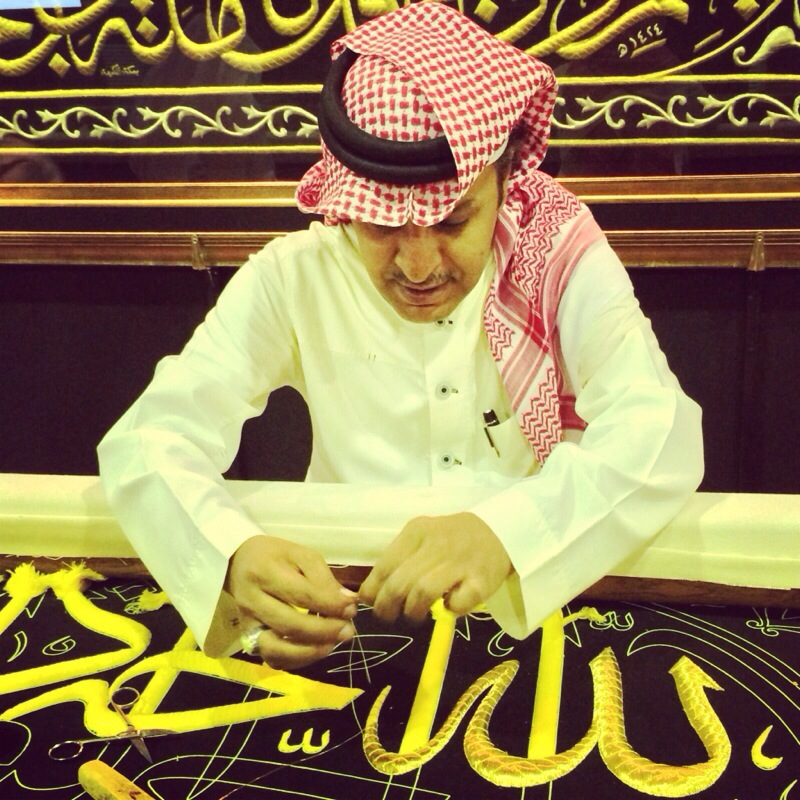
تطريز كسوة الكعبة بالأسلاك الفضية والذهبية تتم أولاً بوضع الخيوط القطنية بكثافات مختلفة فوق الخطوط والزخارف.

كسوة الكعبة هي قطعة من الحرير المنقوش عليه آيات من القرآن تكسى بها الكعبة. كُسيت الكعبة في الجاهلية، وكان أول من كساها كسوة كاملة هو أسعد أبو كرب بن ملكيكرب الحميري المعروف ب تبع، ملك حمير في العام 220 قبل الهجرة. وتقول رواية أن أول من كسا الكعبة جزئيا فهو إسماعيل، وفي عهد قصي بن كلاب فرض على قبائل قريش رفادة كسوة الكعبة سنويا بجمع المال من كل قبيلة كل حسب مقدرتها، حتى جاء أبو ربيعة بن المغيرة المخزومي القرشي وكان من أثرياء قريش فقال: أنا أكسو الكعبة وحدي سنة، وجميع قريش سنة، وظل يكسو الكعبة إلى أن مات، وكانت الكعبة تُكسى قبل الإسلام في يوم عاشوراء، ثم صارت تُكسى في يوم النحر. وأول امرأة كست الكعبة هي نبيلة بنت حباب أم العباس بن عبد المطلب إيفاء لنذر نذرته.

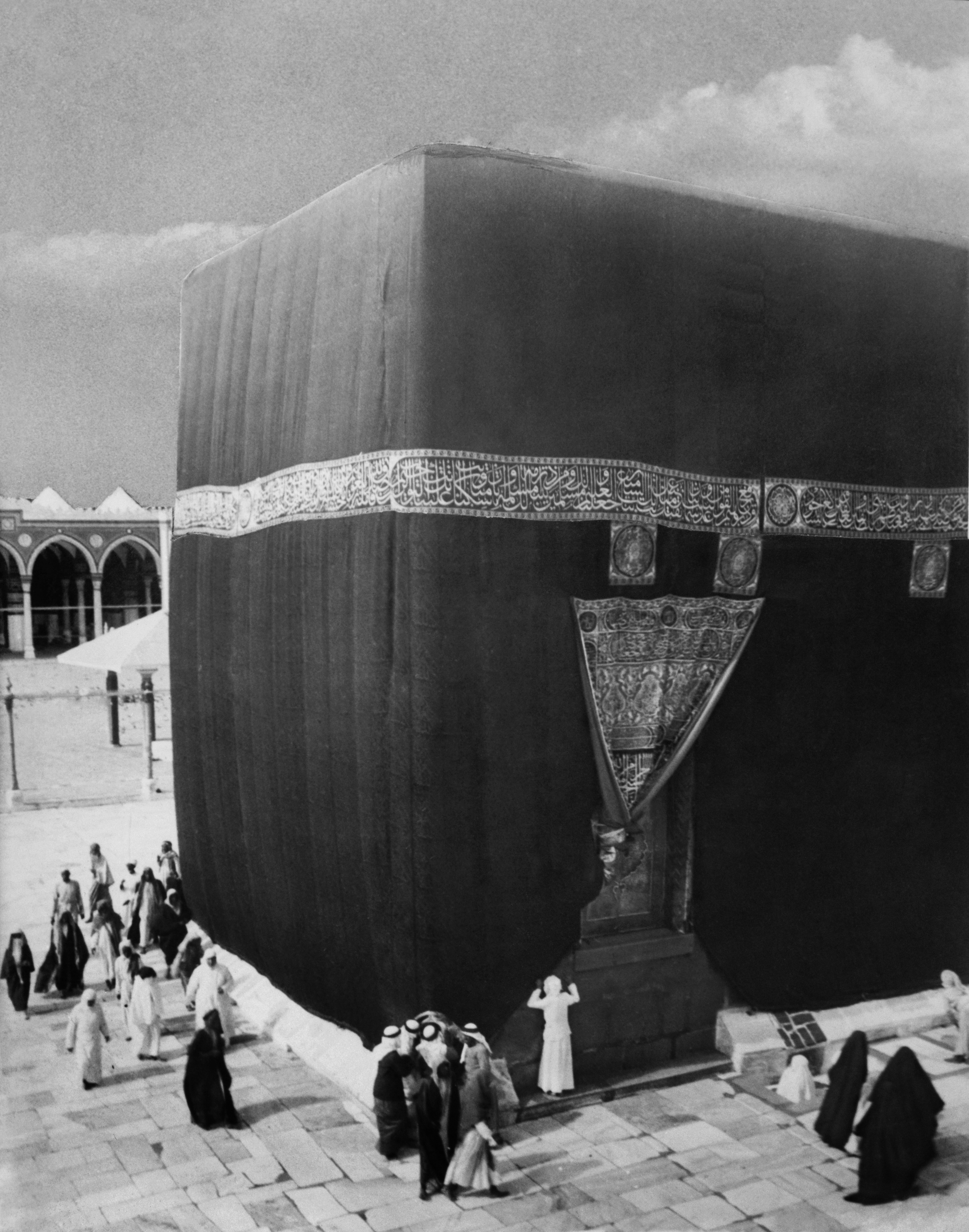
الكعبة المشرفة في عام 1910.

وبعد فتح مكة في العام التاسع الهجري كسا الرسول محمد في حجة الوداع الكعبة بالثياب اليمانية وكانت نفقاتها من بيت مال المسلمين. وفي عهد الخلفاء الراشدين كساها أبو بكر الصديق وعمر بن الخطاب بالقماش المصري المعروف بالقباطي وهي أثواب بيضاء رقيقة كانت تصنع في مصر، بينما كساها عثمان بن عفان بالثياب اليمانية والثياب القباطي، وهو أول من كسى الكعبة مرتين.
وفي عهد معاوية بن أبي سفيان كسيت الكعبة كسوتين في العام كسوة في يوم عاشوراء والأخرى في آخر شهر رمضان استعدادا لعيد الفطر. حيث كانت ترسل كسوة الكعبة من دمشق، كما أن معاوية هو أيضا أول من طيب الكعبة في موسم الحج وفي شهر رجب. وكان أول من جرد الكعبة وكشفها ورفع عنها كسوه الجاهلية، وكانت قبل ذلك لا تجرد بل يخفف بعض كسوتها، هو شيبة بن عثمان الأوقص وقيل معاوية بن أبي سفيان.
في الدولة العباسية كانت تكسى في بعض السنوات ثلاث مرات في السنة، وكانت الكسوة تصنع من أجود أنواع الحرير والديباج الأحمر والأبيض. وفي عهد الخليفة المأمون كانت الكعبة تكسى ثلاث مرات في السنة ففى يوم التروية كانت تكسى بالديباج الأحمر، وفي أول شهر رجب كانت تكسى بالقباطي، وفي عيد الفطر تكسى بالديباج الأبيض وأستمر اهتمام العباسيون بكسوة الكعبة إلى أن بدأت الدولة العباسية في الضعف فكانت الكسوة تأتى من بعض ملوك الهند وفارس[ ؟ ] واليمن ومصر.
في عهد الدولة الفاطمية والدولة المملوكية وفي عهد السلطان الظاهر بيبرس أصبحت الكسوة ترسل من مصر، حيث كان المماليك. واستمرت مصر في نيل شرف كسوة الكعبة بعد سقوط دولة المماليك وخضوعها للدولة العثمانية، فقد أهتم السلطان سليم الأول بتصنيع كسوة الكعبة وزركشتها وكذلك كسوة الحجرة النبوية، وكسوة مقام إبراهيم الخليل. وفي عهد السلطان سليمان القانوني أضاف إلى الوقف المخصص لكسوة الكعبة سبع قري أخرى لتصبح عدد القرى الموقوفة لكسوة الكعبة تسعة قرى وذلك للوفاء بالتزامات الكسوة، وظلت كسوة الكعبة ترسل بانتظام من مصر بصورة سنوية يحملها أمير الحج معه في قافلة الحج المصري. لكن عام 1962م، توقفت مصر عن إرسال كسوة الكعبة لما تولت المملكة العربية السعودية شرف صناعتها.
وفي العهد السعودي، أمر الملك عبد العزيز آل سعود في سنة 1346هـ بإنشاء دار خاصة لعمل كسوة الكعبة المشرفة في مكة المكرمة. وفي عام 1392هـ 1972 م، أمر الملك فيصل بن عبد العزيز بتجديد مصنع الكسوة بأم الجود بمكة المكرمة، وافتتح تحت رعاية الملك فهد بن عبد العزيز عندما كان وليا للعهد وذلك في ربيع الآخر 1397هـ 1977م.

## سدانة الكعبة

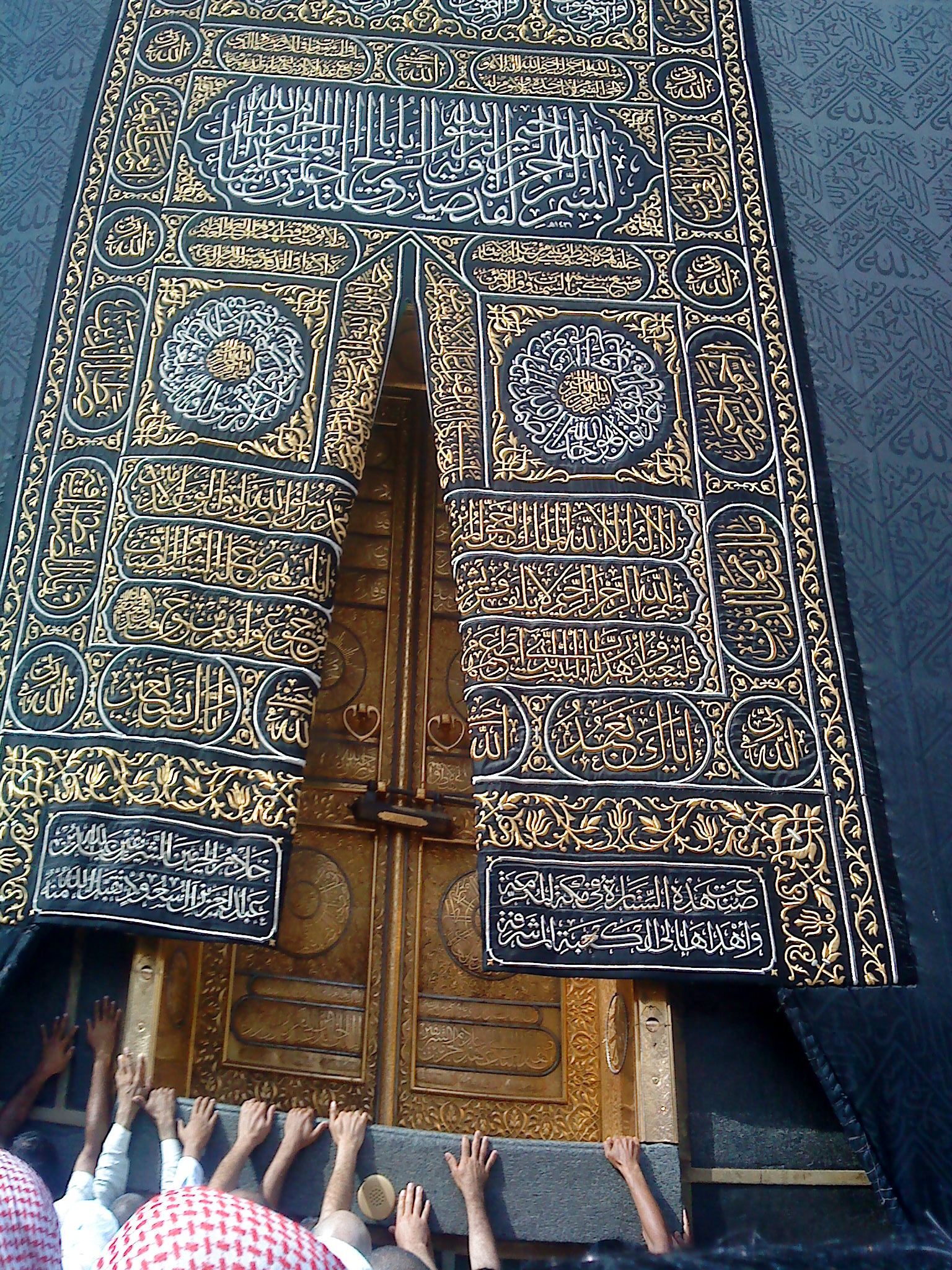
باب الكعبة كما ظهر في عام 2011.

سدانة الكعبة هي مهنة قديمة، وتعني العناية بالكعبة المشرفة والقيام بشؤونها من فتحها وإغلاقها وتنظيفها وغسلها وكسوتها وإصلاح هذه الكسوة إذا تمزقت واستقبال زوّارها وكل ما يتعلق بذلك. ومنذ أكثر من 16 قرناً، أي قبل بدء الإسلام، اختص أحفاد عبد الدار بن قصي بن كلاب من قريش بسدانة الكعبة المشرفة، ومنهم بنو شيبة سدنة الكعبة الحاليين. منذ بناء إبراهيم الكعبة المشرفة، كانت السدانة بيد ابنه إسماعيل، الذي تولى رفع القواعد من البيت مع والده إبراهيم، كما قال تعالى: ﴿وَإِذْ يَرْفَعُ إِبْرَاهِيمُ الْقَوَاعِدَ مِنَ الْبَيْتِ وَإِسْمَاعِيلُ رَبَّنَا تَقَبَّلْ مِنَّا إِنَّكَ أَنْتَ السَّمِيعُ الْعَلِيمُ ۝١٢٧﴾ [البقرة:127]15. ثم كانت في اثنين من أولاد إسماعيل، ثم انتقلت السدانة إلى أخوالهما قبيلة جرهم الذين كانوا في مكة، ثم قاتلتهم قبيلة خزاعة وبنو بكر بن عبد مناة من قبيلة كنانة فطردوا جرهم من مكة، فانتقلت السدانة إلى قبيلة خزاعة، ثم قاتلها قصي بن كلاب ومن معه من قومه من قريش وكنانة وهم من ذرية النبي إسماعيل، فانتقلت السدانة إلى قصي بن كلاب وهو الجد الرابع للنبي محمد، ثم صارت من بعده في ولده الأكبر عبد الدار، ثم صارت في بني عبد الدار جاهلية وإسلامًا، ولم تزل السدانة في ذريته حتى انتقلت إلى عثمان بن طلحة بن أبي طلحة بن عبد الله بن عبد العزى بن عثمان بن عبد الدار بن قصي، منذ أن أعاد لهم الرسول محمد مفاتيح الكعبة، وقال: «خذوها يا بني أبي طلحة خالدة تالدة لا ينزعها منكم إلا ظالم».
كان عثمان بن طلحة سادن الكعبة، فلما دخل النبيُّ مكة يوم الفتح، طلب رسول الله المفتاح، فجيئ بالمفتاح فتنحى ناحية المسجد فجلس رسول الله وقد قبض السقاية وسدانة الكعبة من العباس وأخذ المفتاح من عثمان، فدخل رسول الله البيت وصلى فيه ركعتين، فلما خرج سأله العباس أن يعطيه المفتاح ليجمع له بين السقاية وسدانة الكعبة، فأنزل الله هذه الآية من القران الكريم: ﴿إِنَّ اللَّهَ يَأْمُرُكُمْ أَنْ تُؤَدُّوا الْأَمَانَاتِ إِلَى أَهْلِهَا وَإِذَا حَكَمْتُمْ بَيْنَ النَّاسِ أَنْ تَحْكُمُوا بِالْعَدْلِ إِنَّ اللَّهَ نِعِمَّا يَعِظُكُمْ بِهِ إِنَّ اللَّهَ كَانَ سَمِيعًا بَصِيرًا ۝٥٨﴾ [النساء:58]16. فلما جلس رسول الله قال: «ادعوا إلي عثمان» فدعي له عثمان بن طلحة، وقيل أن رسول الله قال لعثمان وهو يدعوه إلى الإسلام ومع عثمان المفتاح فقال: لعلك سترى هذا المفتاح بيدي أضعه حيث شئت»، فقال عثمان: «لقد هلكت إذا قريش وذلت». فقال رسول الله ﷺ: «بل عمرت وعزت يومئذ». فلما دعاني بعد أخذه المفتاح ذكرت قولة ما كان قال. فأقبلت فاستقبلته ببشر واستقبلني ببشر. ثم قال: «خذوها يا بني أبي طلحة تالدة خالدة لا ينزعها إلا ظالم يا عثمان إن الله استأمنكم على بيته. فكلوا بالمعروف». قال عثمان: «فلما وليت ناداني فرجعت إليه. فقال: «ألم يكن الذي قلت لك؟» فذكرت قوله لي بمكة فقلت: بلى، أشهد أنك رسول الله " فأعطاه المفتاح.
وجرت العادة أن يوضع مفتاح باب الكعبة المشرفة لدى أكبر السدنة سناً، ويسمى السادن الأول، وعند فتح الكعبة يشعر السادن الأول جميع السدنة الكبار منهم، بوقت كاف ليتمكنوا من الحضور جميعاً إن أمكن ذلك أو بعضهم ليقوموا بغسلها بمعية ولي الأمر.

## فضائل الكعبة

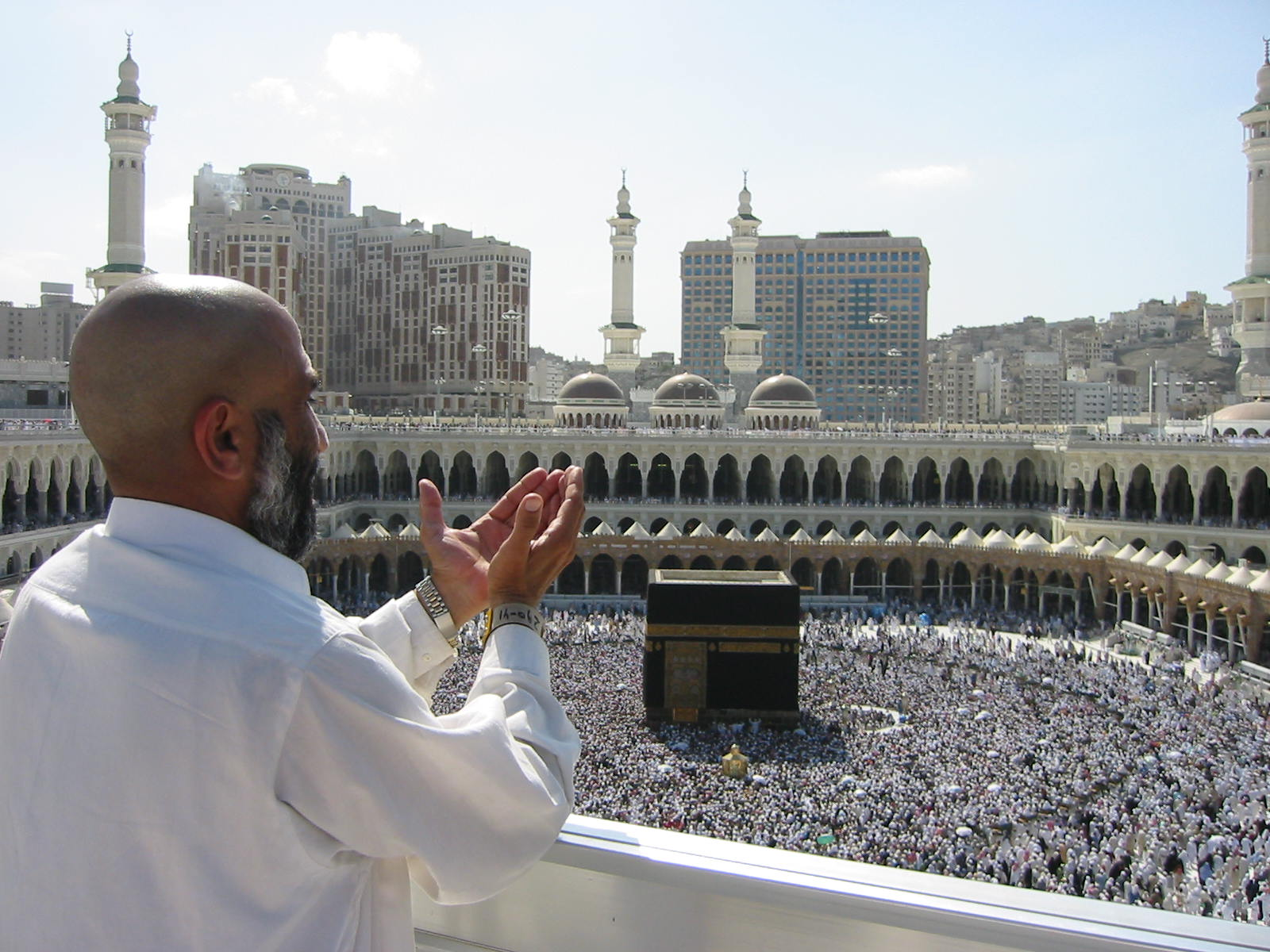
مسلم يدعو ربه.

ورد لدى المسلمين في القرآن، وفي أحاديث النبي محمد العديد من فضائل البيت الحرام، منها:
- أنه أول بيت وضع للناس، كما مذكور في سورة آل عمران: ﴿إنَّ أَوَّلَ بَيْتٍ وَضِعَ لِلنَّاسِ لَلَّذِي بِبَكَّةَ مُبَارَكاً وَهُدًى لِّلْعَالَمِينَ﴾.17
- هو مقصد المسلمين في حجهم، فقد أمر الله المسلمين بحج بيته، ففي سورة آل عمران قال تعالى: ﴿وَلِلَّهِ عَلَى النَّاسِ حِجُّ البَيْتِ مَنِ اسْتَطَاعَ إِلَيْهِ سَبِيلاً﴾.18
- إن الكعبة هي قبلة المسلمين في صلاتهم، فقد روى البراء بن عازب أنه قال: «لما قَدِمَ النَّبيُ ﷺ المدينةَ صلِّى نَحوَ بيتِ المقدسِ سِتةَ عَشرَ شهراً أو سبعةَ عَشرَ شهراً، وكان يحبُ أنْ يُوَجِّهِ إلى الكَعبةِ، فأنزل اللّه تعالى: ﴿قَدْ نَرَى تَقَلُّبَ وَجْهِكَ فِي السَّمَاءِ فَلَنُوَلِّيَنَّكَ قِبْلَةً تَرْضَاهَا فَوَلِّ وَجْهَكَ شَطْرَ الْمَسْجِدِ الْحَرَامِ وَحَيْثُ مَا كُنْتُمْ فَوَلُّوا وُجُوهَكُمْ شَطْرَهُ﴾19».[177][178]
- أول مسجد وضع في الأرض. فعن أبي ذر أنه قال: «قلت: يا رسول الله! أي مسجد وضع في الأرض أول؟ قال: المسجد الحرام. قلت: ثم أي؟ قال: المسجد الأقصى. قلت: كم بينهما؟ قال: أربعون سنة».[179]
- من قصد البيت حاجاً أو معتمراً رجع طاهراً من الذنوب والخطايا. فعن أبي هريرة، عن النبي محمد أنه قال: «من أتى هذا البيت فلم يرفث ولم يفسق رجع من ذنوبه كيوم ولدته أمه».[180]
- ويؤمن المسلمون أيضاً أن الله حمى المسجد الحرام والكعبة من هجوم جيش أصحاب الفيل بقيادة أبرهة الحبشي كما مذكور في القرآن: ﴿أَلَمْ تَرَ كَيْفَ فَعَلَ رَبُّكَ بِأَصْحَابِ الْفِيلِ﴾.20

## معرض صور

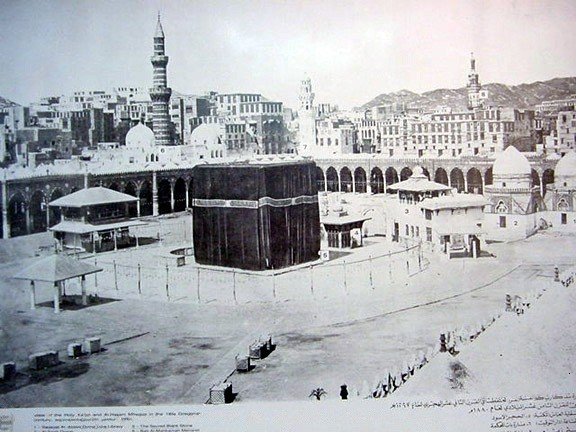
الكعبة المشرفة عام 1880
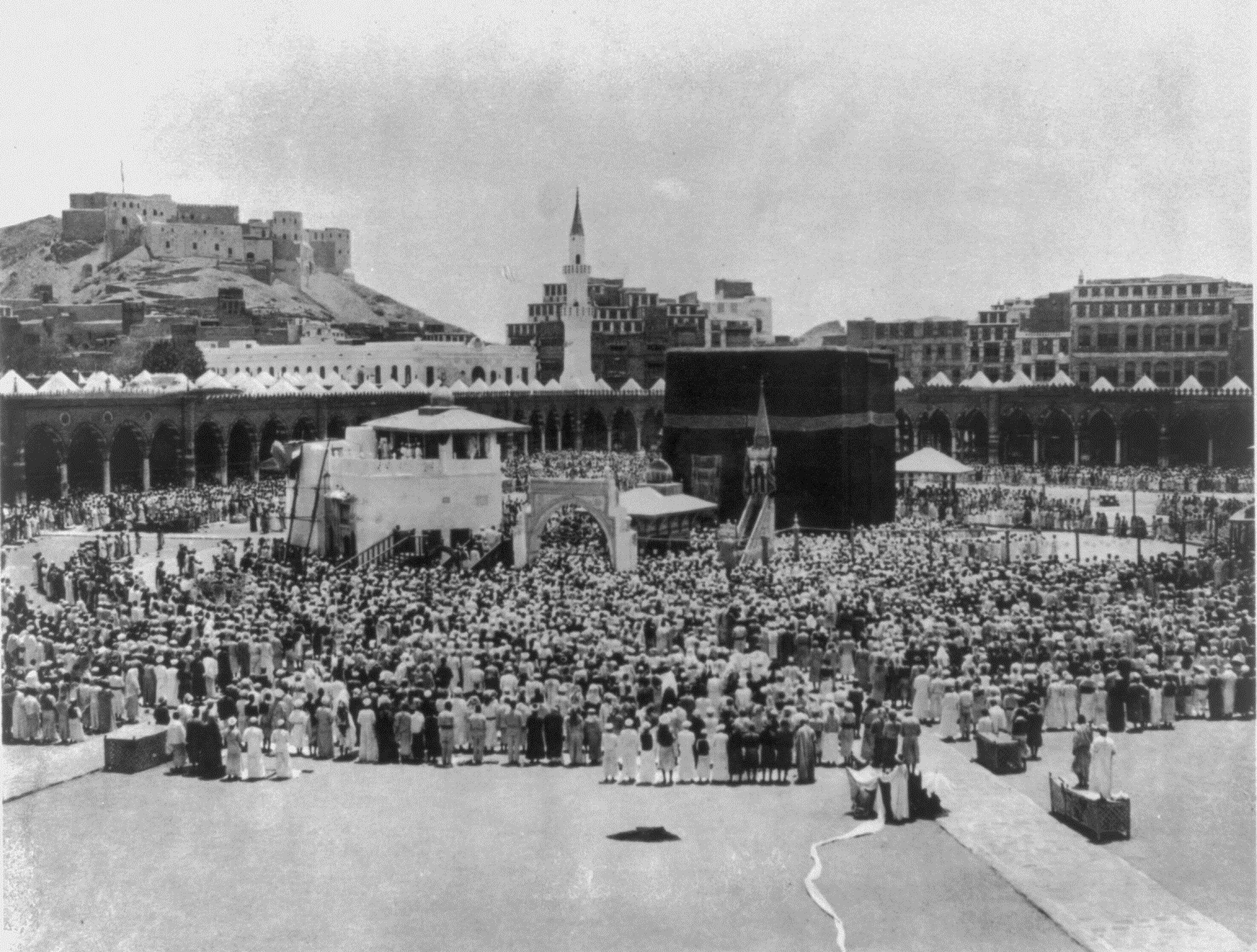
الصلاة في الحرم المكي عام 1889
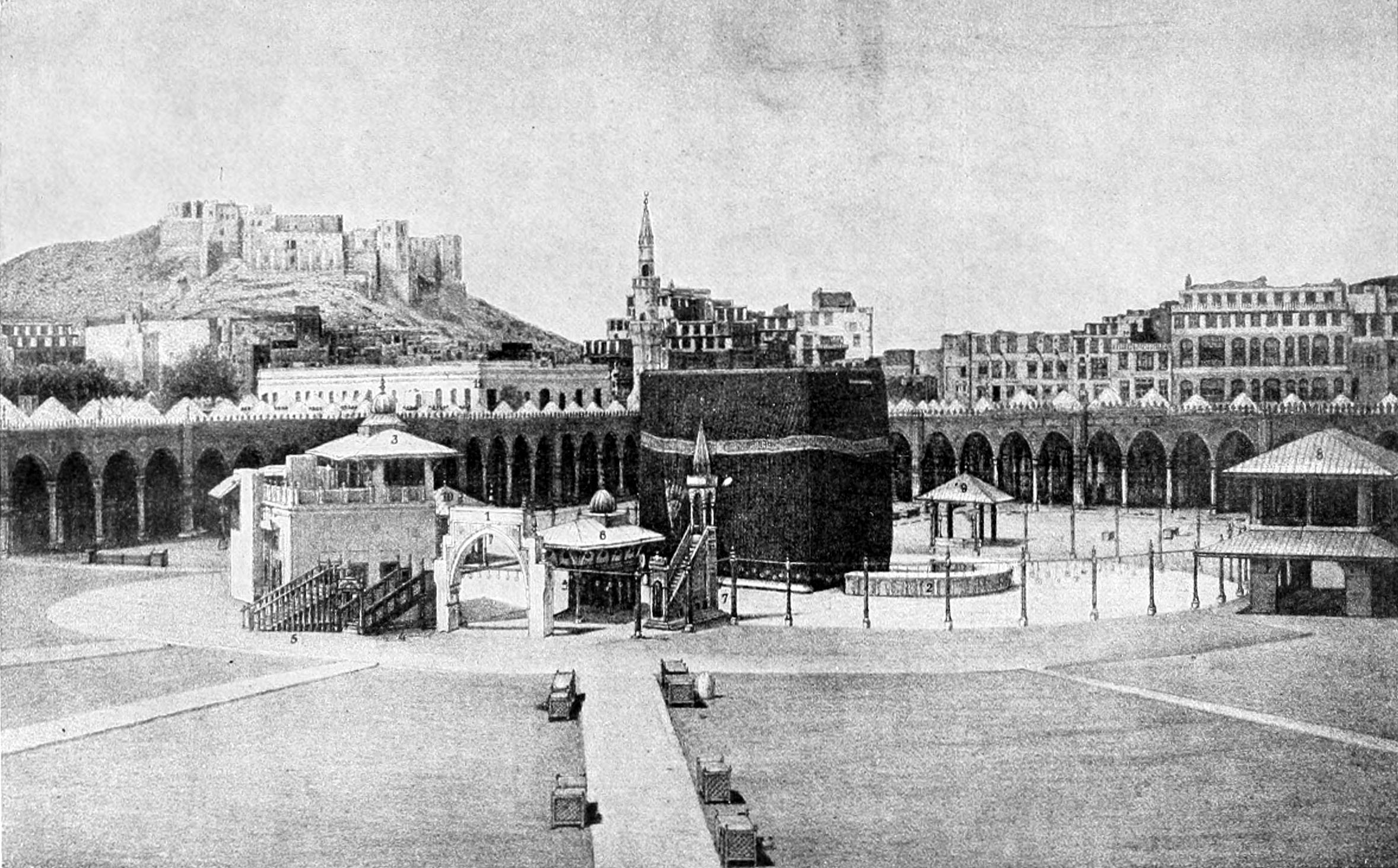
الكعبة في عام 1905
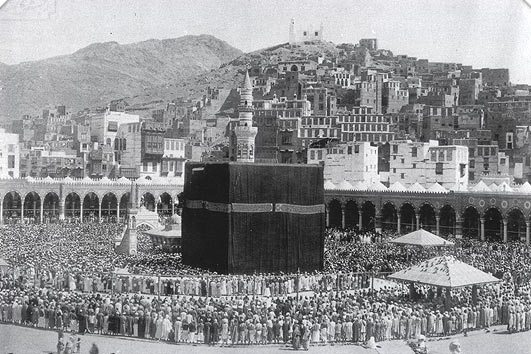
ساحة المسجد الحرام عام 1907
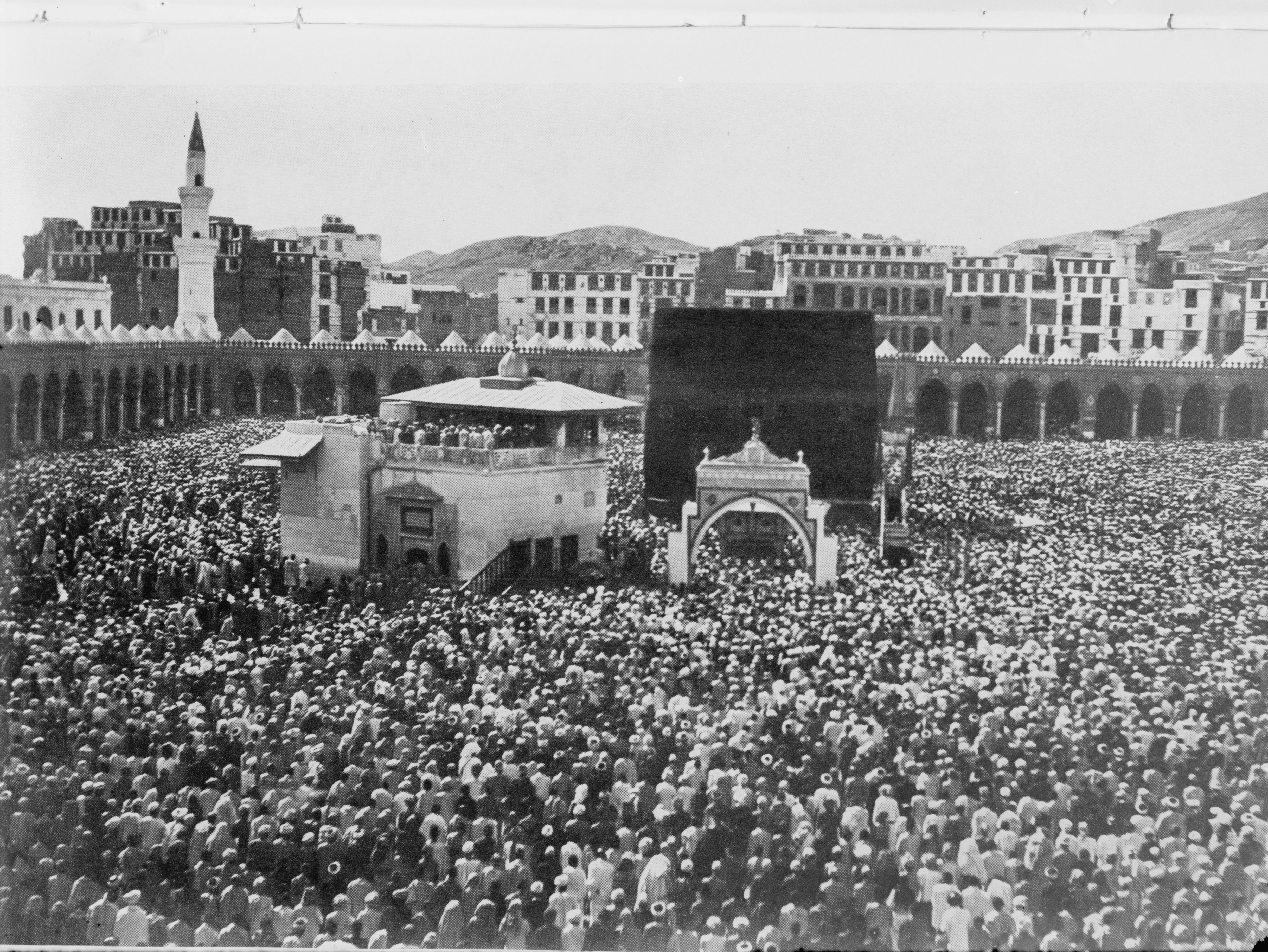
صورة أخرى في عام 1910
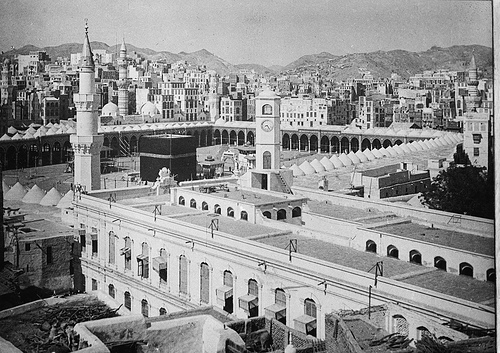
منظر عام لمكة المكرمة عام 1910
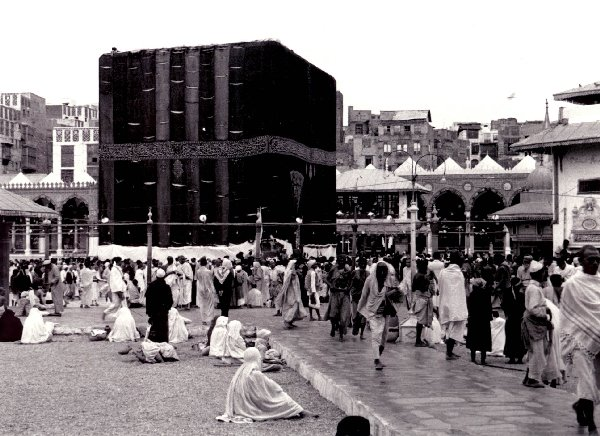
الكعبة في عام 1937
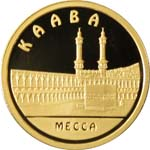
الكعبة تظهر في عملة كازاخستانية تذكارية
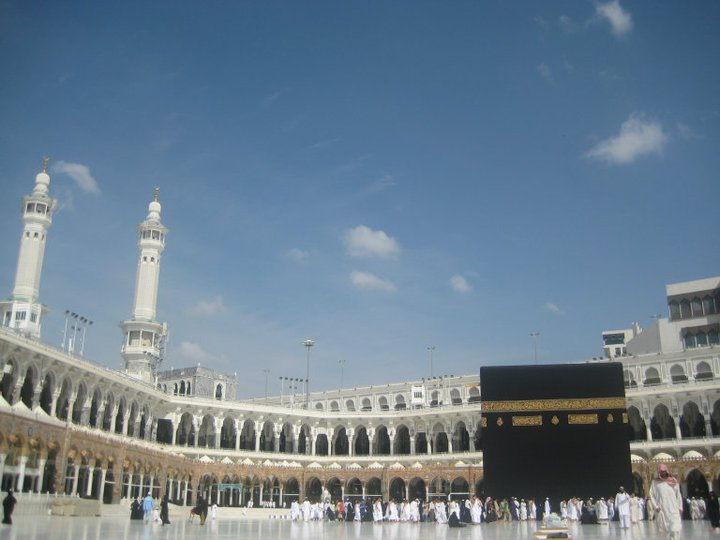
منظر للكعبة ولباحة المسجد الحرام
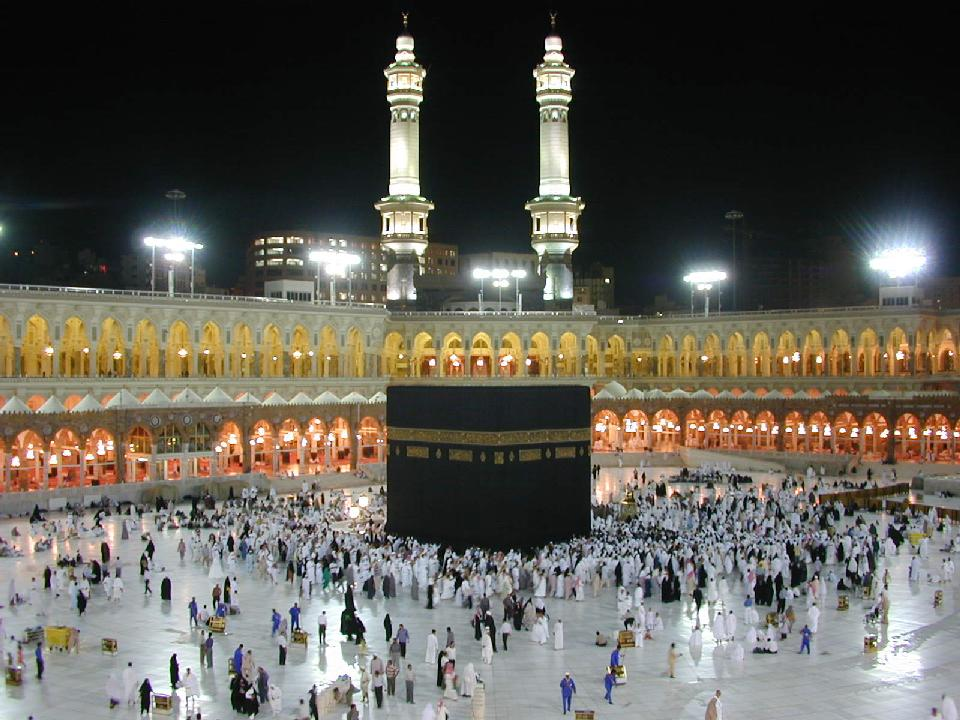
الكعبة في عام 2007
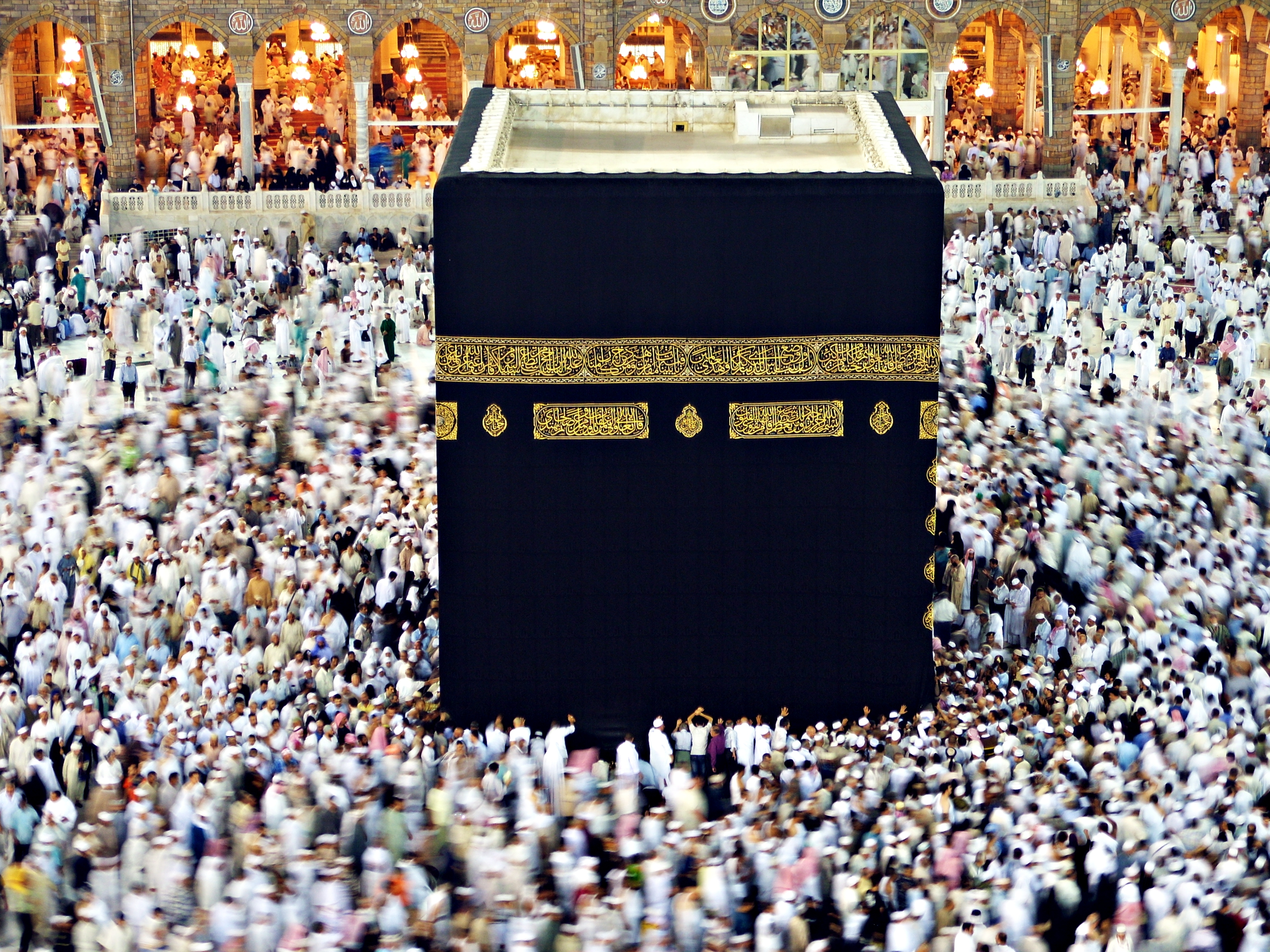
الكعبة في عام 2008
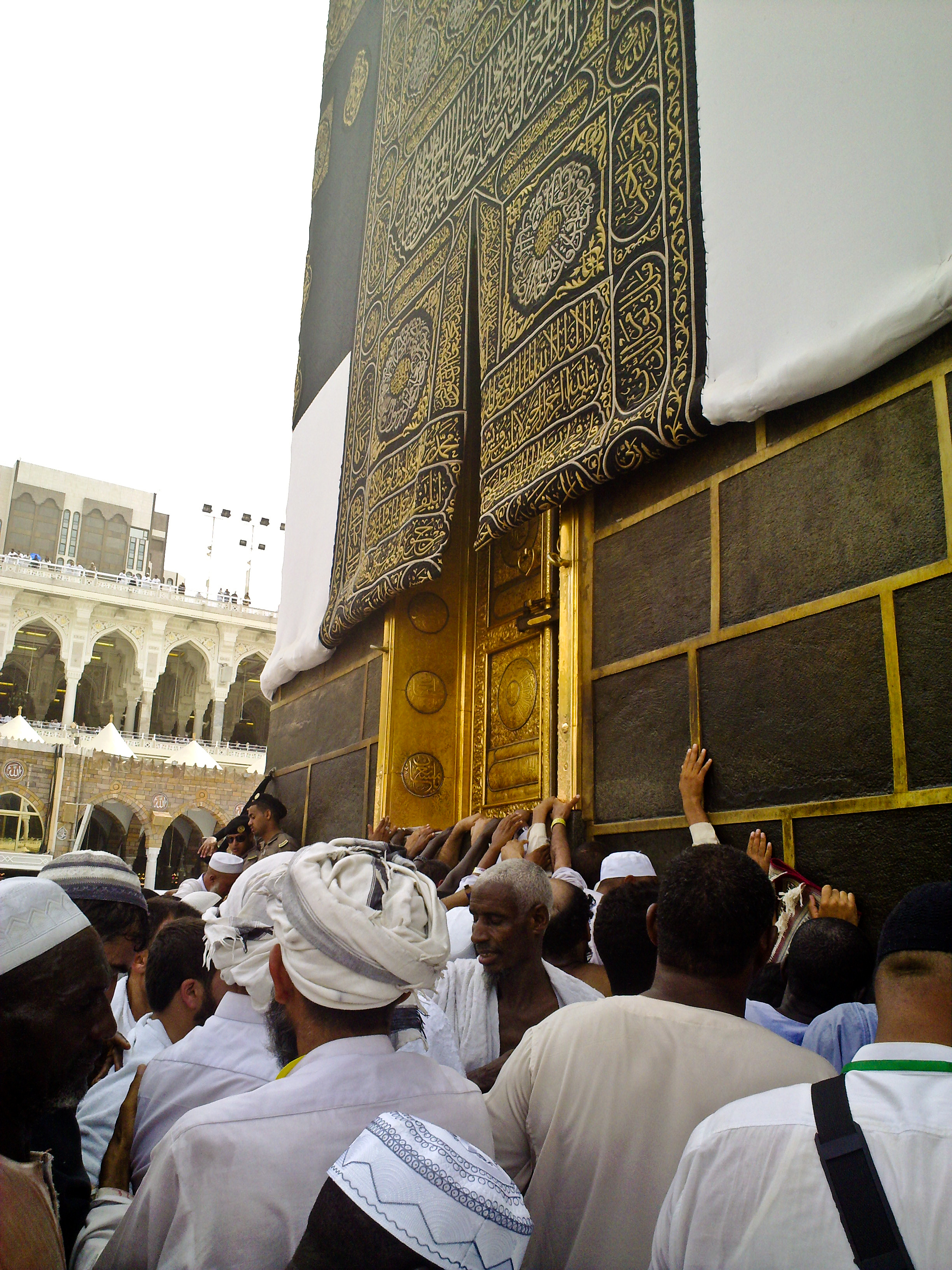
باب الكعبة
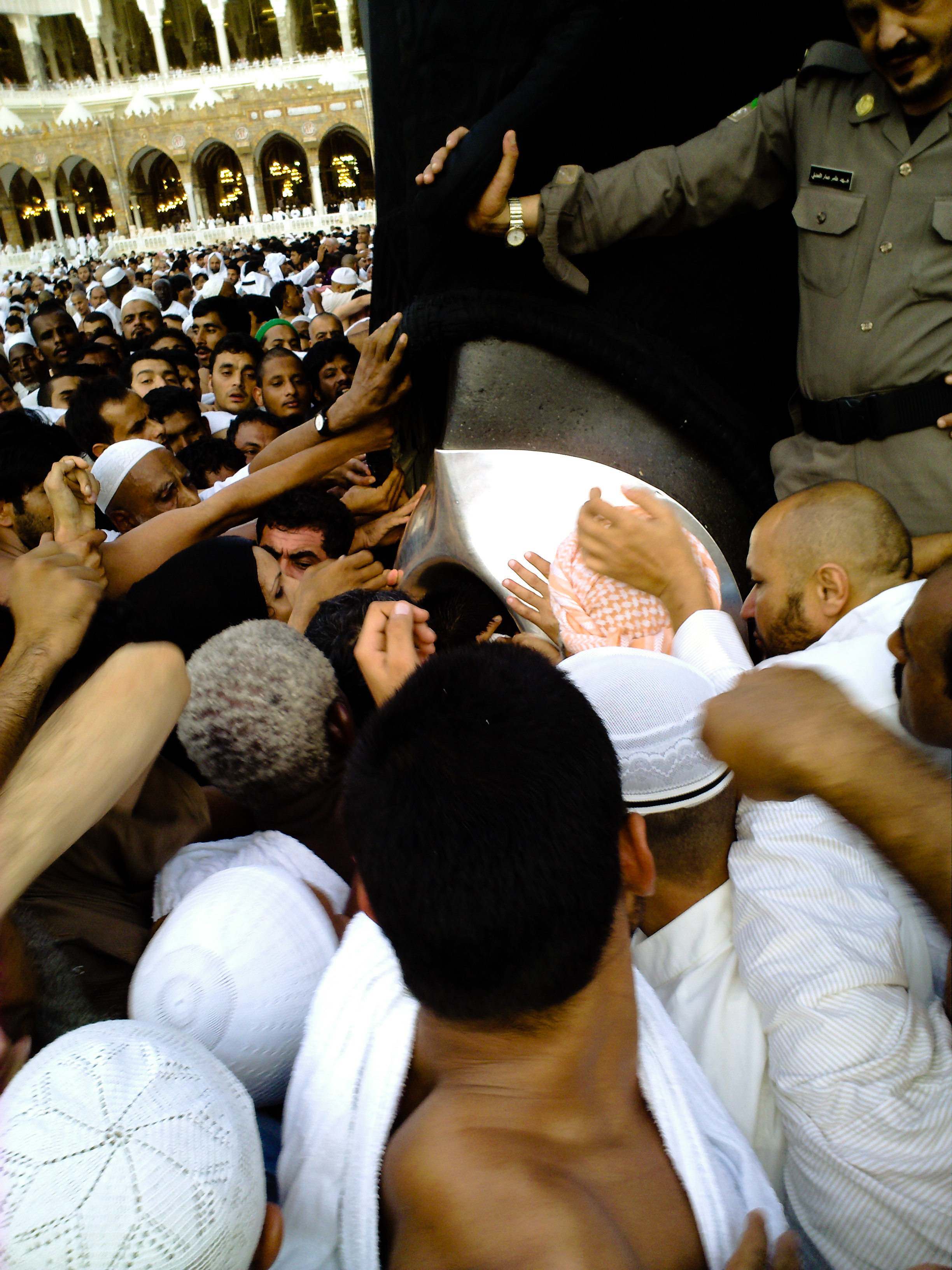
الحجر الأسود
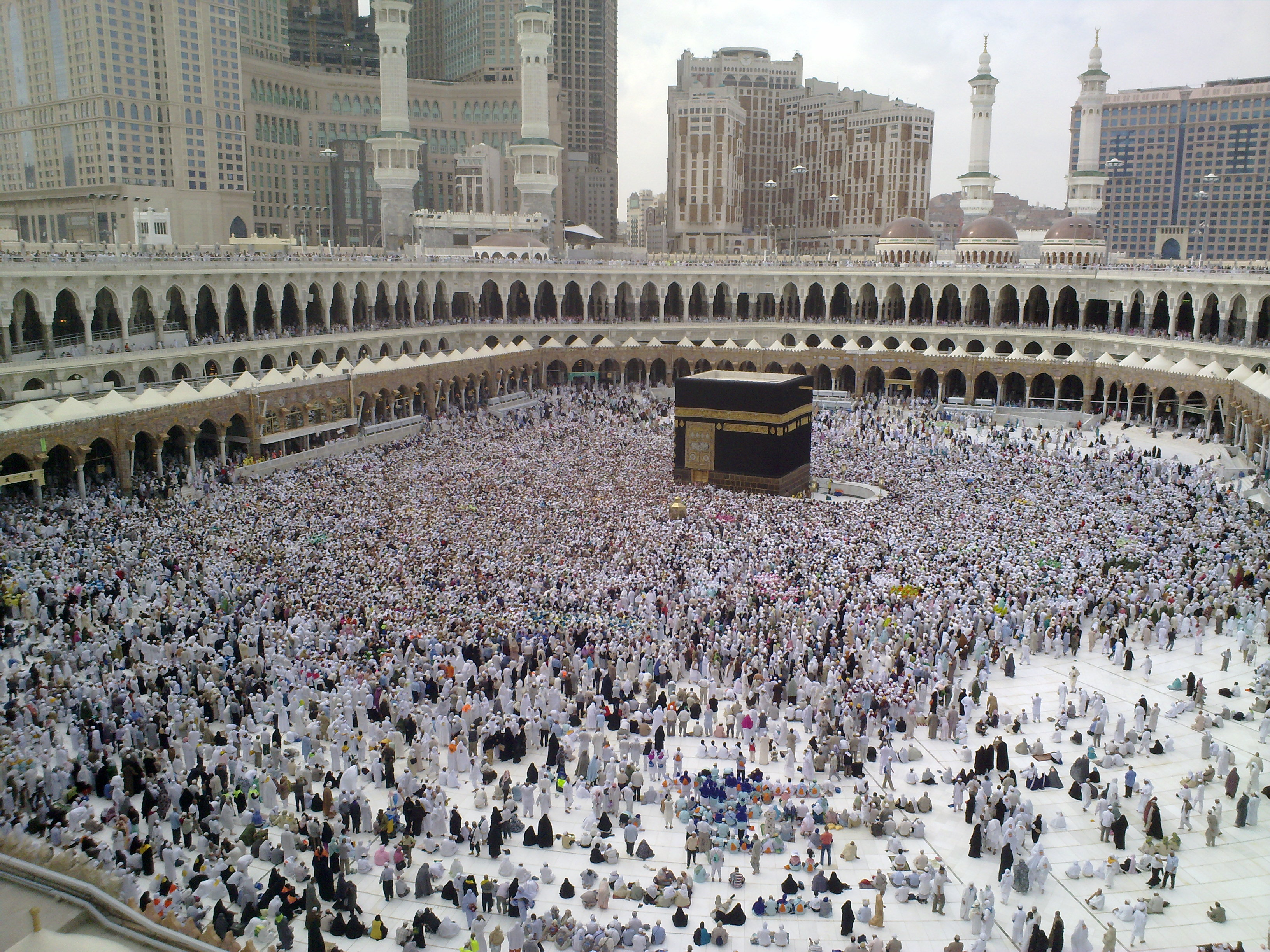
من حج عام 2009
صورة نادرة للكعبة من الداخل
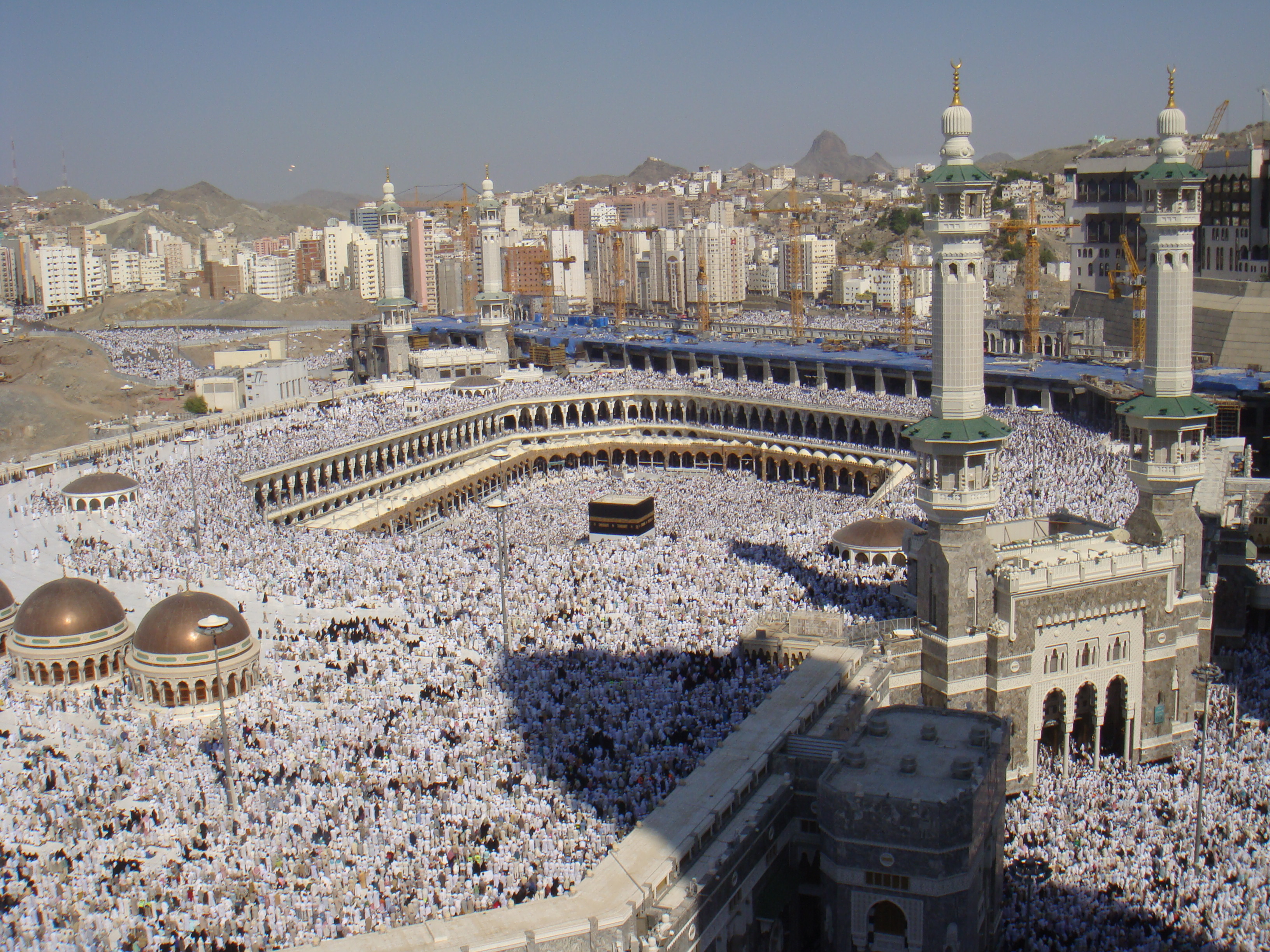
صورة من الأعلى للمسجد الحرام
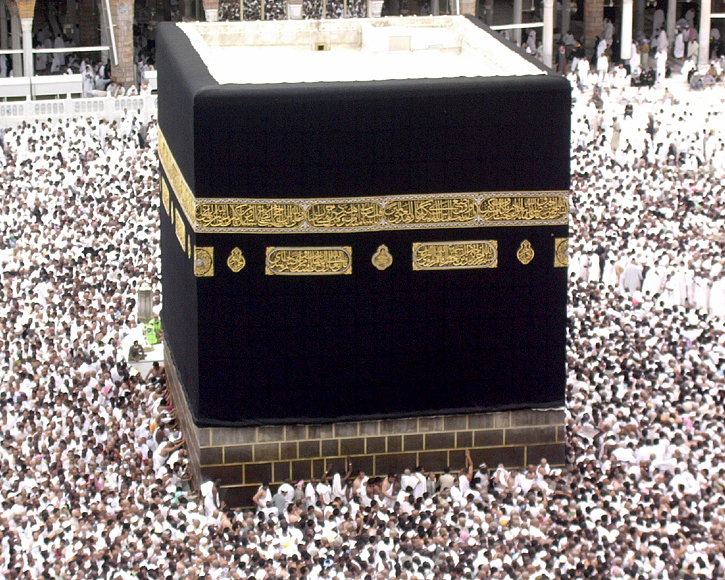
الكعبة عن قرب
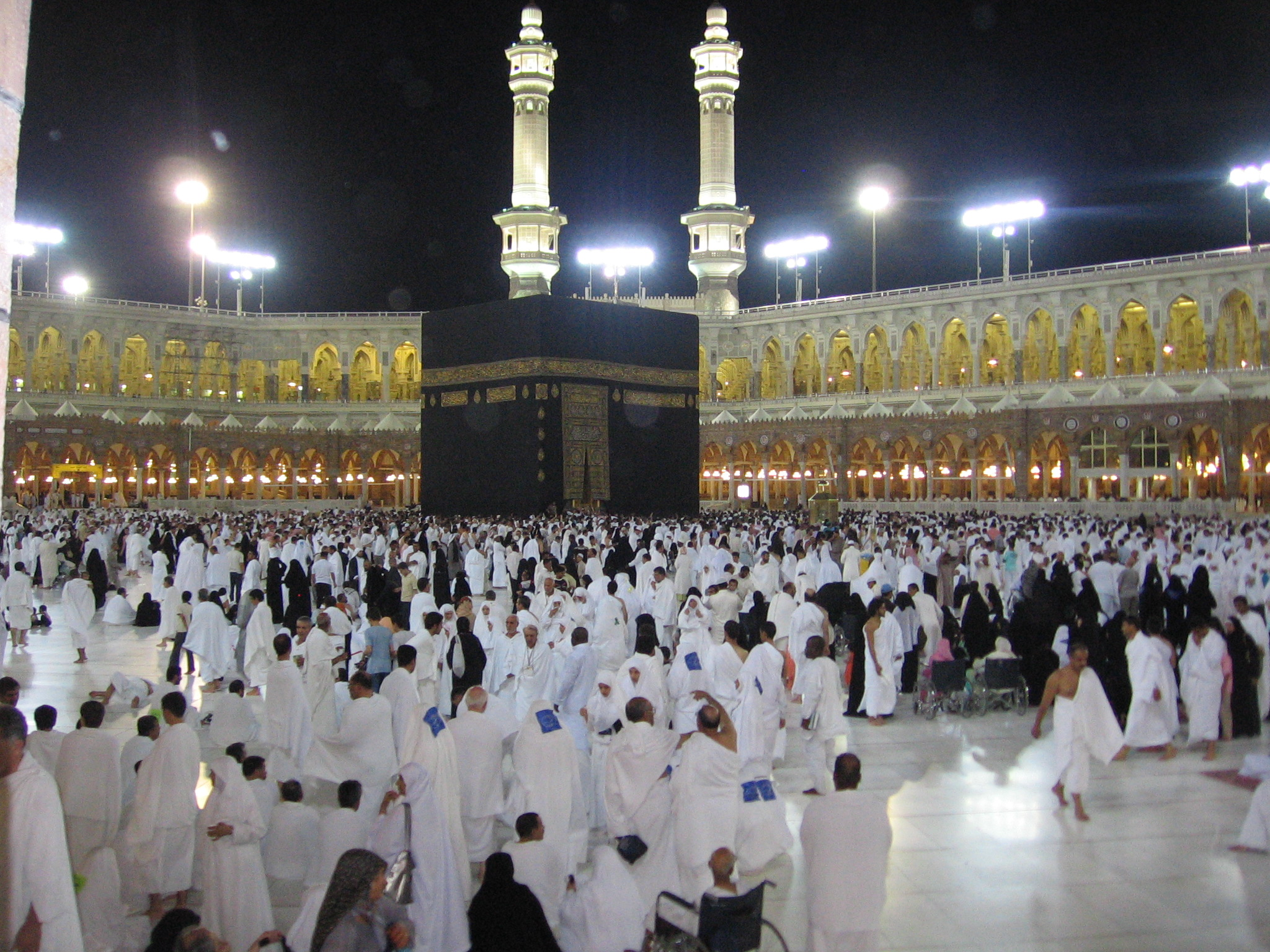
من داخل الحرم المكي
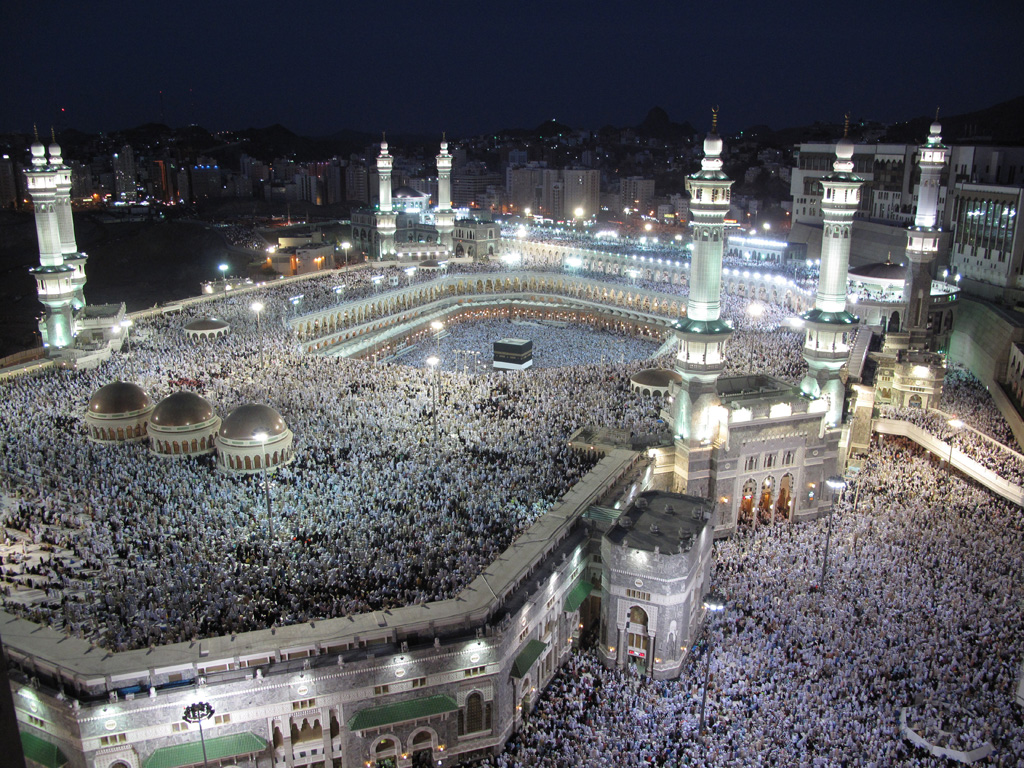
صورة شاملة للحرم المكي
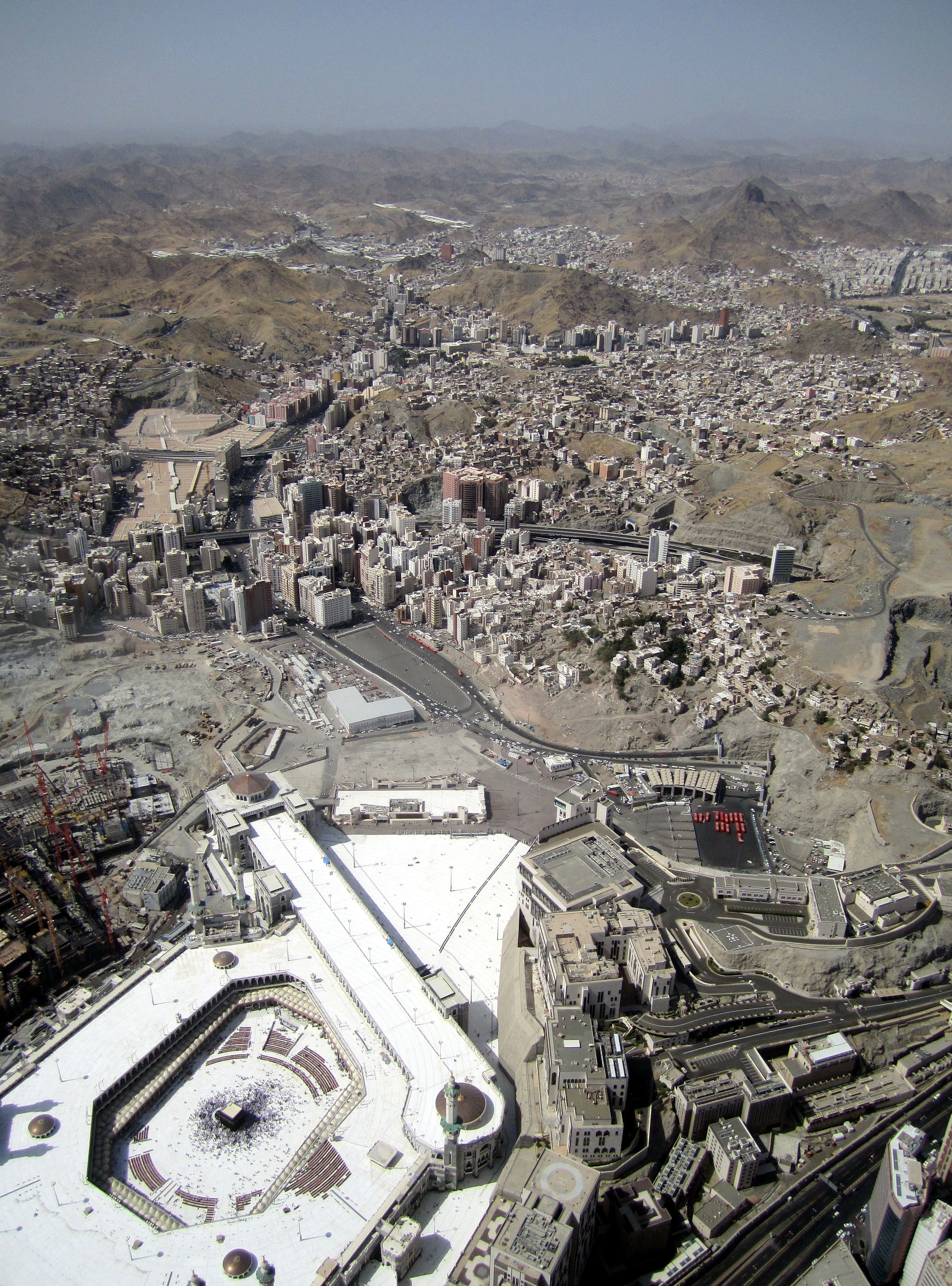
مكة المكرمة من ارتفاع 550 متراً و تظهر الكعبة المشرفة
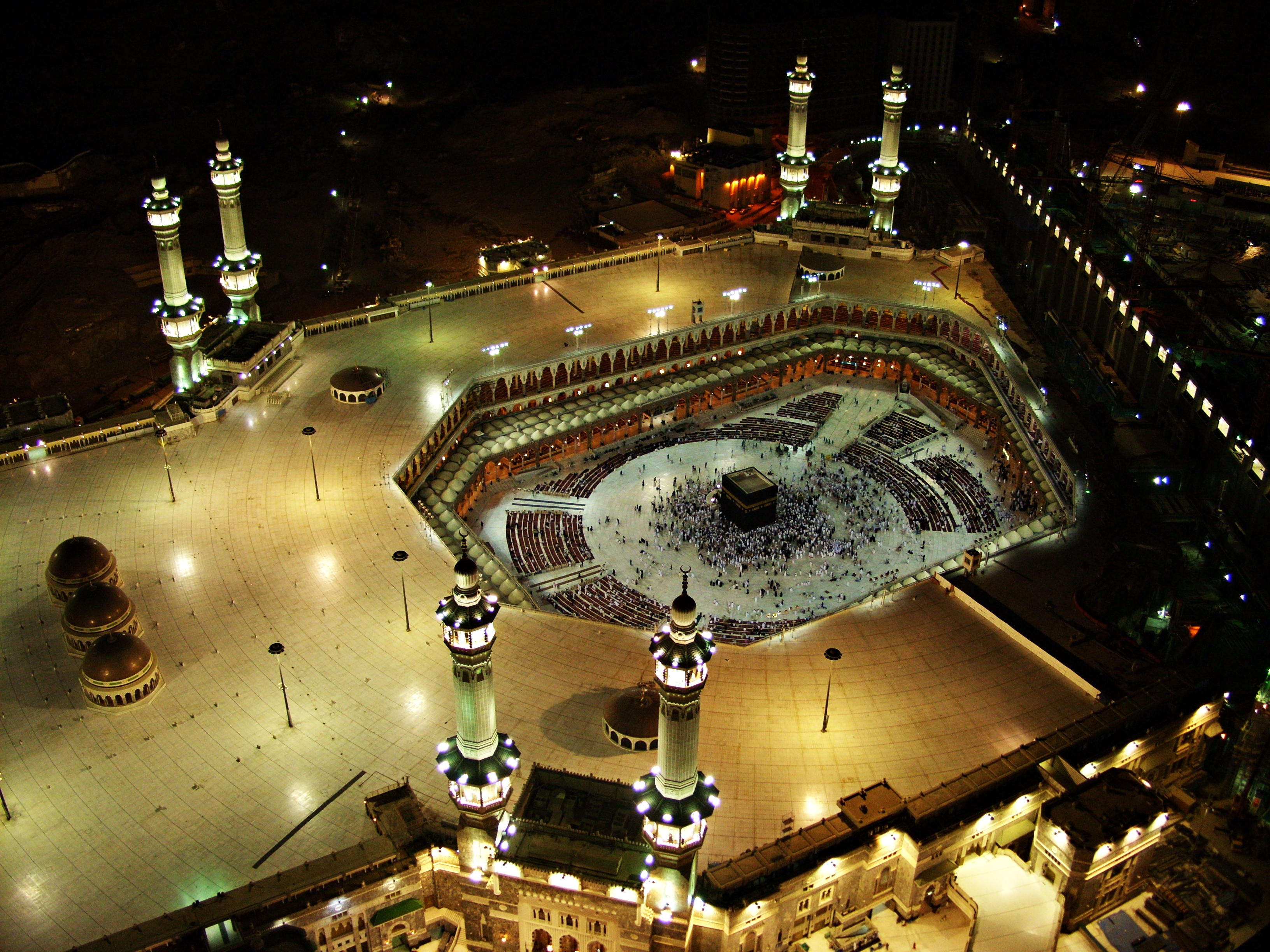
الحرم ليلاً
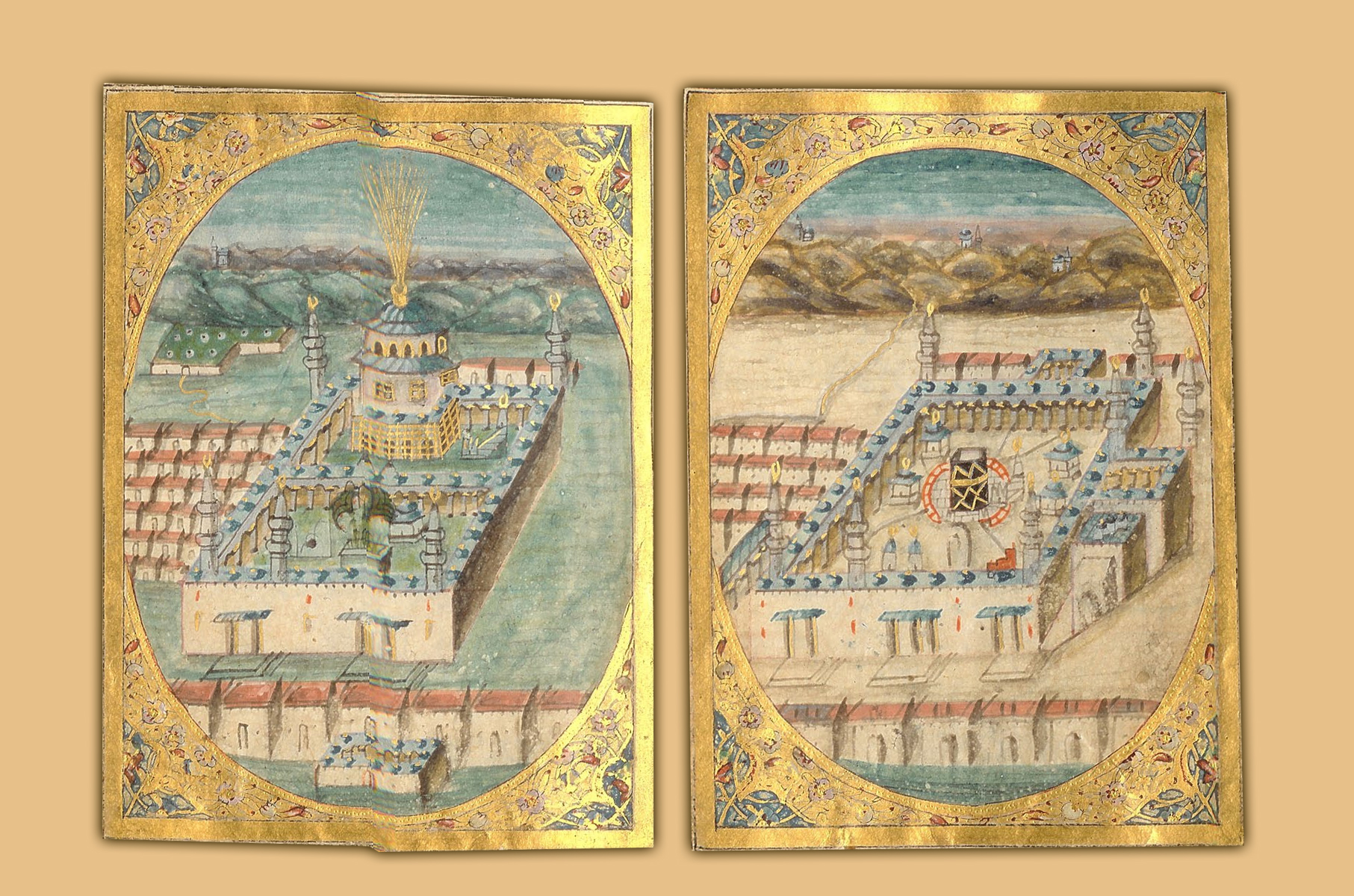
رسم للحرمين المكي و المدني
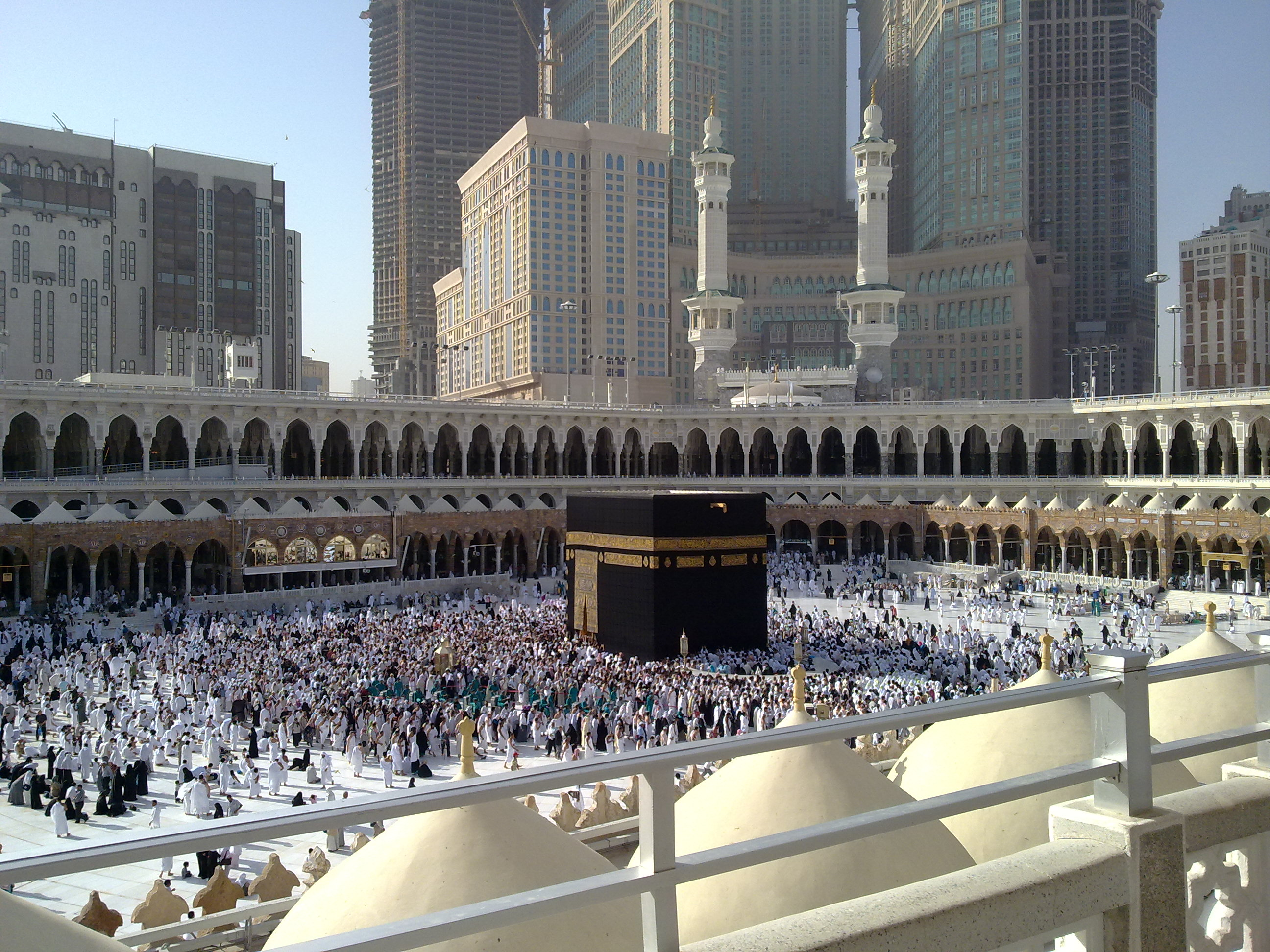
الكعبة المشرفة
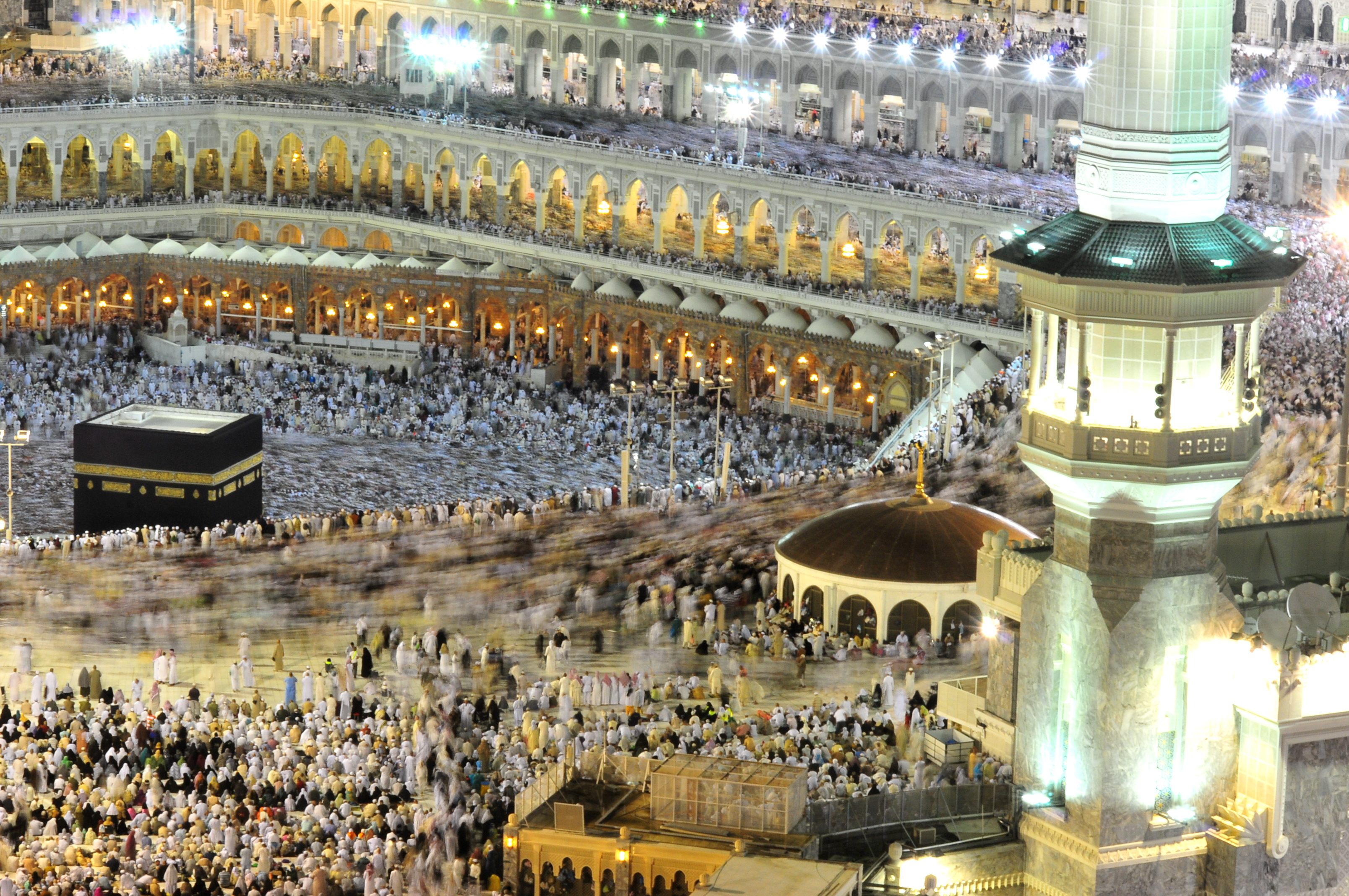
تأدية الحجاج لطواف الوداع
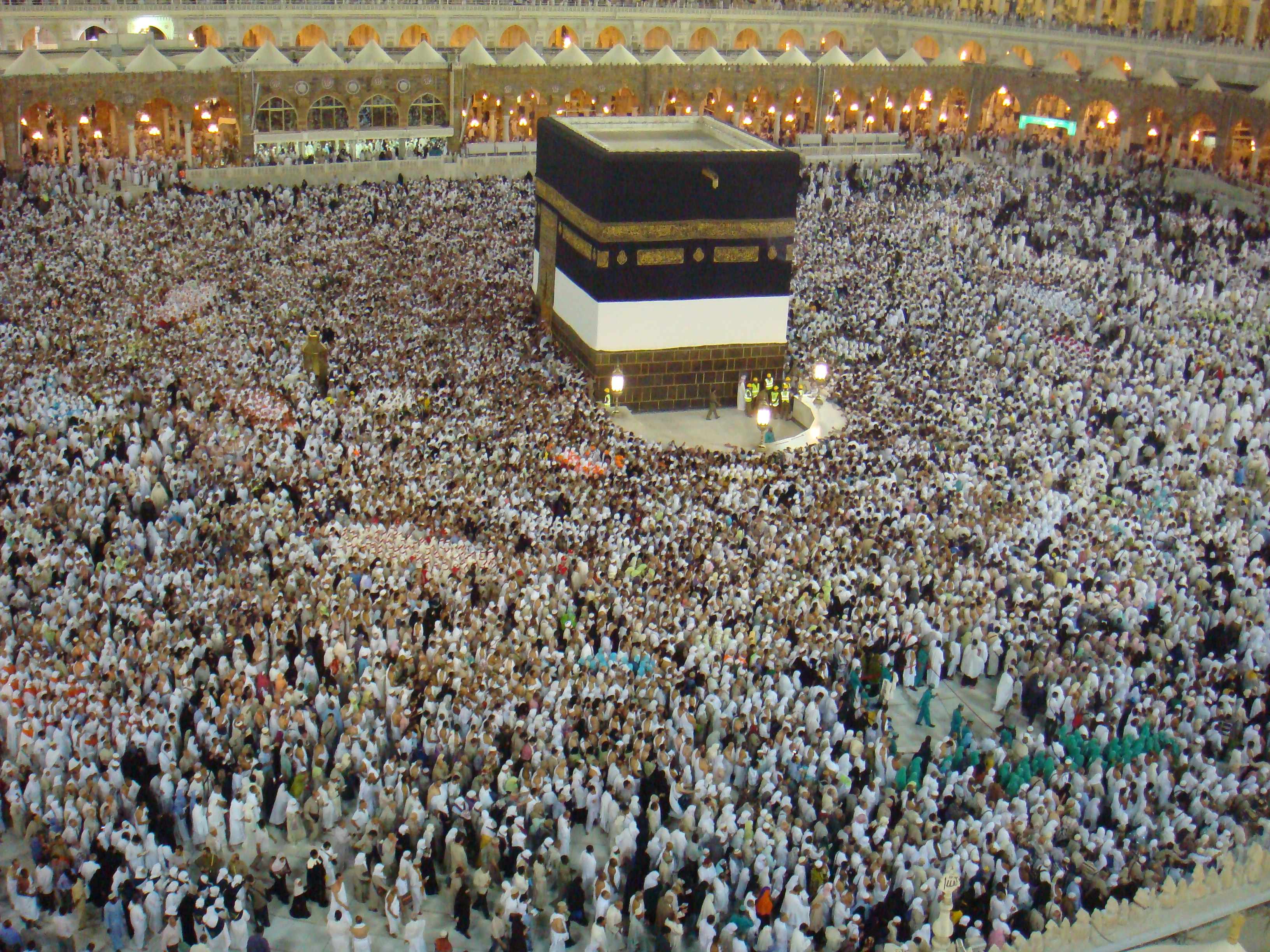
الجمع الغفير في الحج
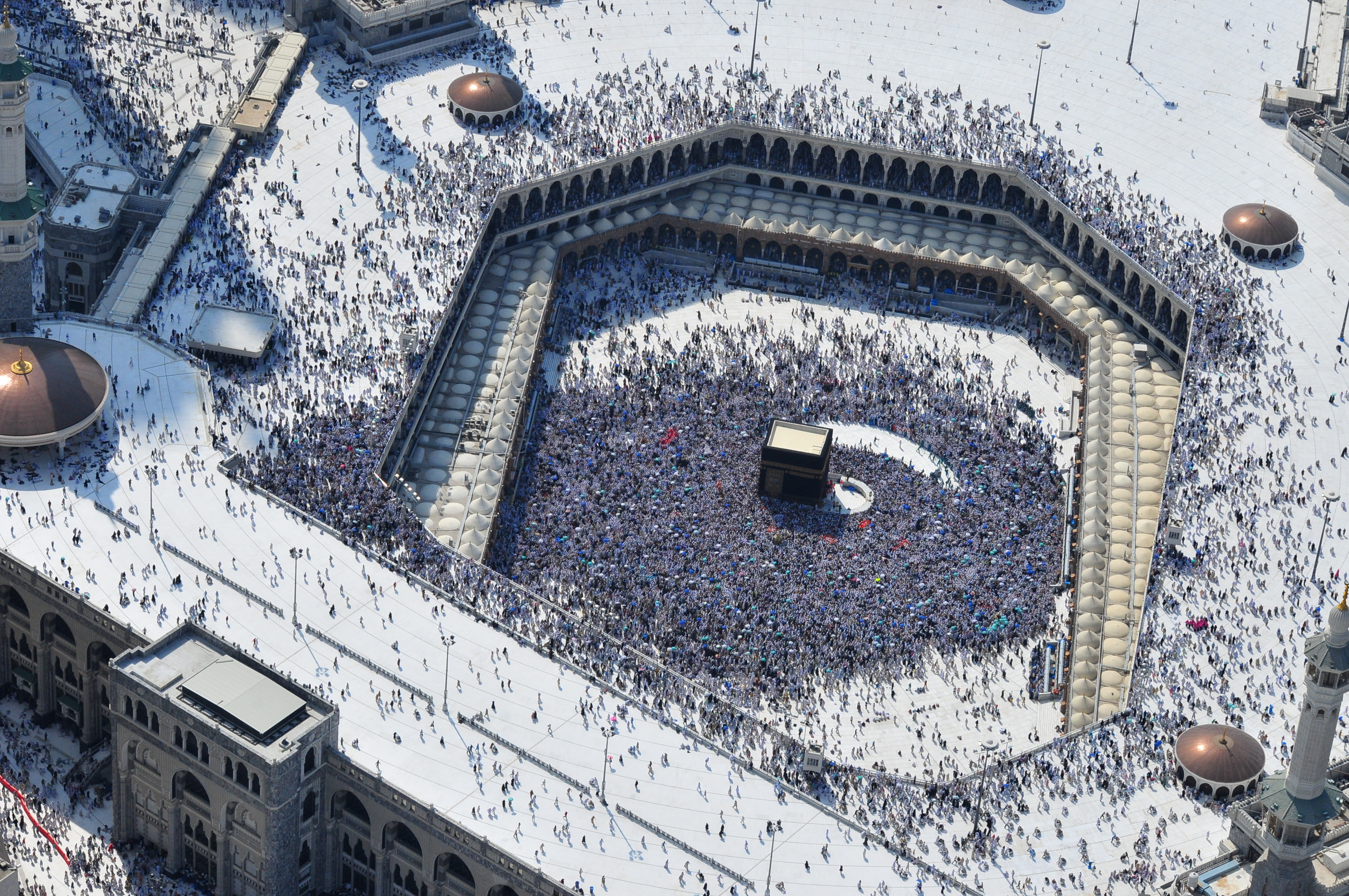
الكعبة المشرفة أثناء حجهم[ ؟ ]
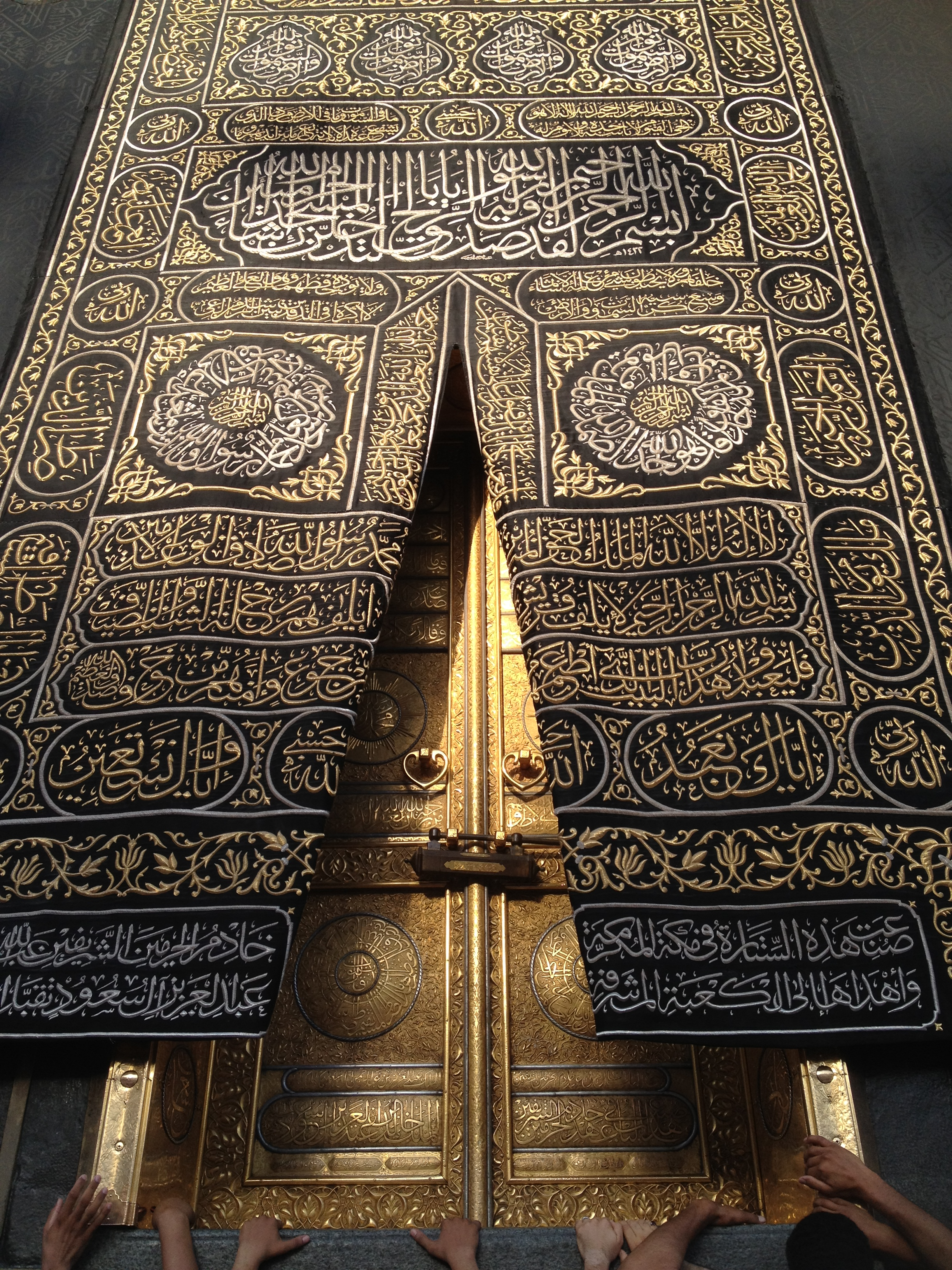
باب وكسوة الكعبة المشرفة
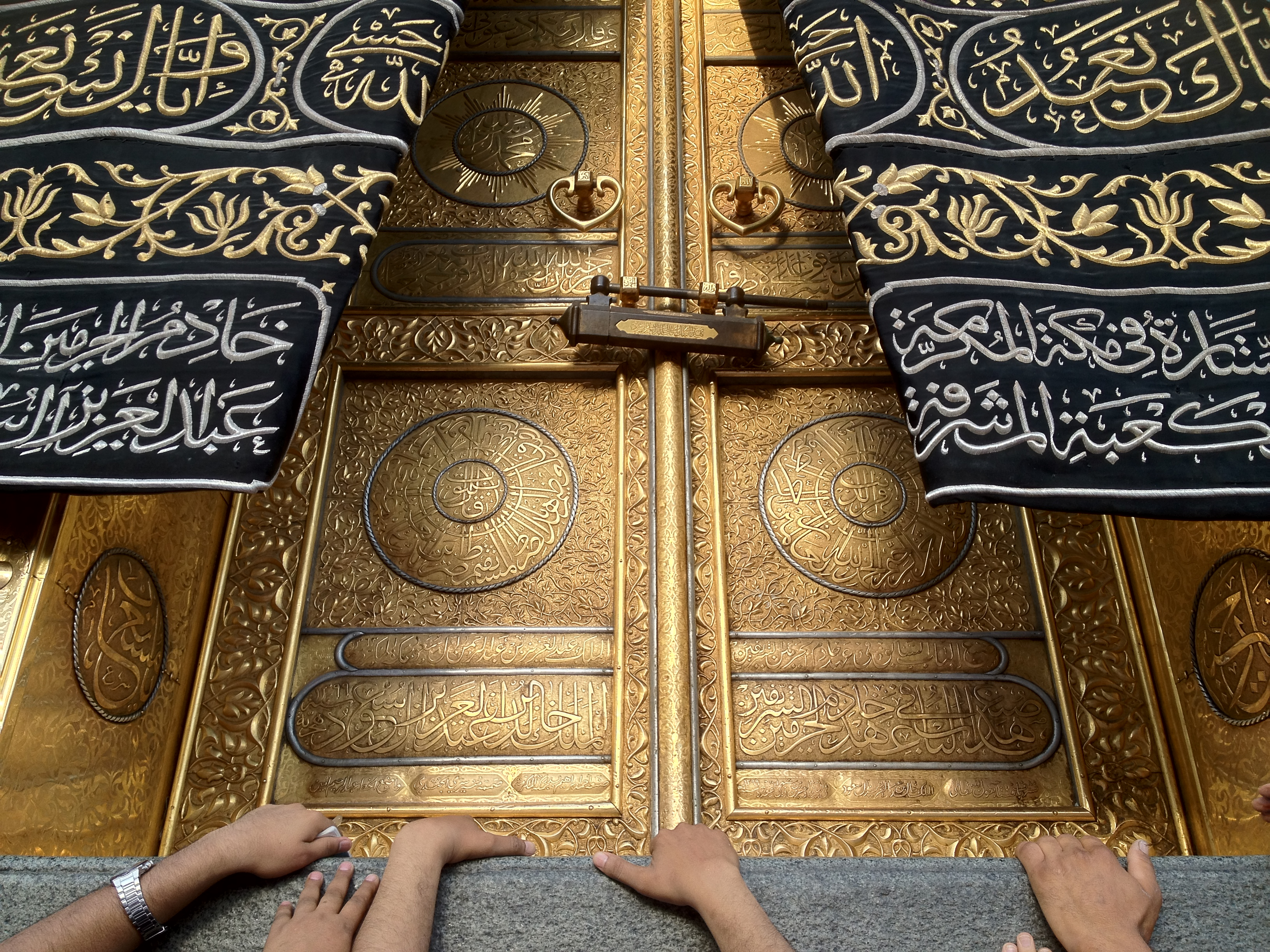
كسوة الكعبة المشرفة من جهة الباب، صنعت في عهد الملك عبد الله بن عبد العزيز في مكة المكرمة
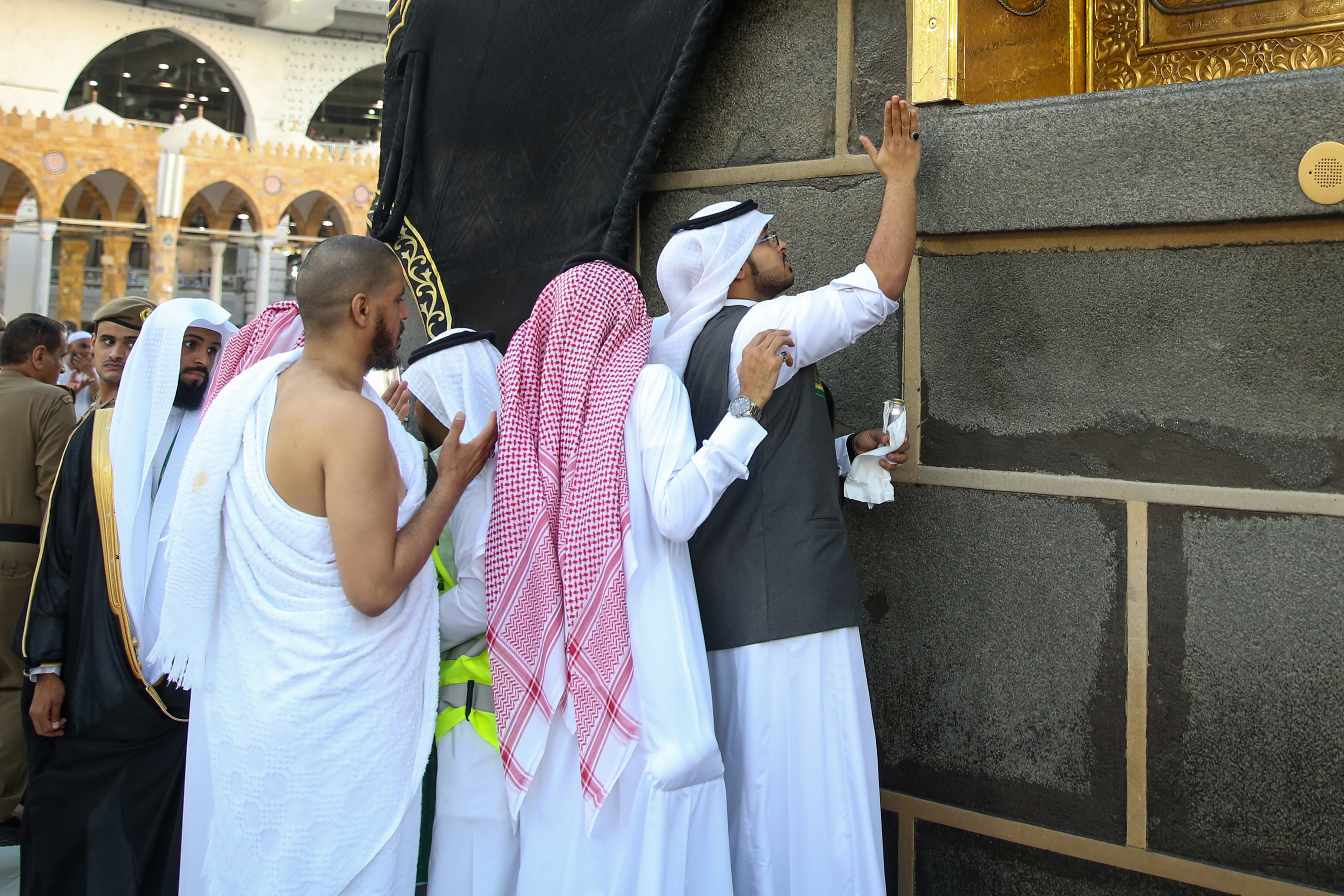
أثناء تطييب الكعبة
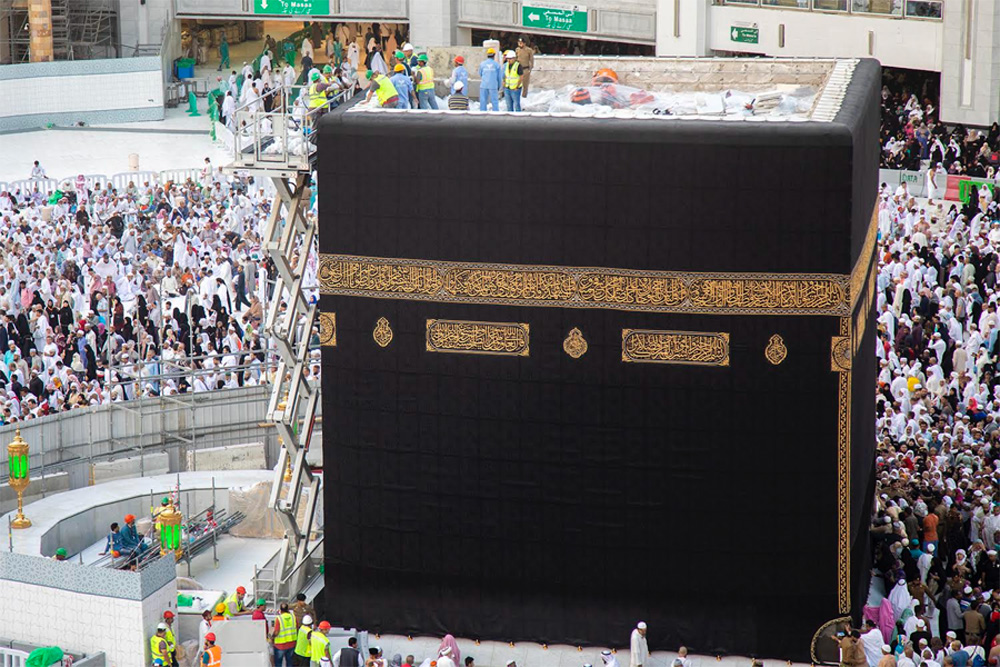
أعمال الصيانة على سطح الكعبة

## هوامش
| - 1 سورة آل عمران، الآية 96. - 2 سورة البقرة، الآية 127. - 3 سورة المائدة، الآية 95. - 4 سورة المائدة، الآية 97. - 5 سورة المائدة، الآية 95. - 6 سورة البقرة، الآية 129. - 7 سورة الحج، الآية 29. - 8 سورة المائدة، الآية 2. - 9 سورة إبراهيم، الآية 37. - 10 سورة آل عمران، الآية 96. | - 11 سورة الأنعام، الآية 92. - 12 سورة الحج، الآية 26. - 13 سورة آل عمران، الآية 97 - 14 سورة البقرة، الآية 125 - 15 سورة البقرة، الآية 127. - 16 سورة النساء، الآية 58. - 17 سورة آل عمران، الآية 96. - 18 سورة آل عمران، الآية 98. - 19 سورة البقرة، الآية 144. - 20 سورة الفيل، الآية 1. |